# Barack Obama
Barack Hussein Obama II (wym. /bəˈrɑ:k hu:ˈseɪn oʊˈbɑ:mə/ ( odsłuchaj), ur. 4 sierpnia 1961 w Honolulu) – amerykański polityk, partii demokratycznej, 44. prezydent Stanów Zjednoczonych (2009–2017).
W latach 2005–2008 senator ze stanu Illinois, zwycięzca wyborów prezydenckich w 2008 i ponownie w 2012. Pierwszy w historii Afroamerykanin wybrany na stanowisko prezydenta USA. Laureat Pokojowej Nagrody Nobla za rok 2009 za wysiłki w celu ograniczenia arsenałów nuklearnych i pracę na rzecz pokoju na świecie; Człowiek Roku tygodnika „Time” w 2008 i 2012.

## Życiorys

### Młodość
Urodził się 4 sierpnia 1961 w Kapi’olani Medical Center for Women & Children w Honolulu. Jego ojciec, Barack Obama Sr., wywodzący się z afrykańskiego ludu Luo, urodził się w kenijskiej prowincji Nyanza, a matka, Ann Dunham, mająca korzenie głównie angielskie, z domieszką niemieckich, szwajcarskich, szkockich, walijskich i irlandzkich – w Wichicie w stanie Kansas. Jego rodzice poznali się w 1960 na Uniwersytecie Hawajskim w Manoa, gdzie Barack senior studiował dzięki stypendium dla zagranicznych studentów, a następnie wzięli ślub 2 lutego 1961, jednak rozeszli się, gdy ich syn miał dwa lata, a w 1964 doszło do ich rozwodu. Jego ojciec kontynuował studia doktoranckie na Uniwersytecie Harvarda, po czym wrócił do Kenii, gdzie w 1982 zmarł w wypadku samochodowym. Z kolei matka Obamy w 1966 wyszła powtórnie za mąż, tym razem za Lolo Soetoro z Indonezji, po czym w 1967 wraz z rodziną przeprowadziła się do Dżakarty. Para miała jedną córkę, Mayę (oprócz niej Obama ma też rodzeństwo ze strony ojca – dwie siostry i pięciu braci). Rozwiedli się w latach 70., a w 1987 Soetoro zmarł z powodu choroby wątroby.
Obama w dzieciństwie i okresie dorastania nazywany był „Barry”. Od 6. do 10. roku życia mieszkał z matką w Dżakarcie i chodził do tamtejszej szkoły, w której lekcje prowadzone były w języku indonezyjskim (według słów ambasadora indonezyjskiego w USA Obama wciąż dość dobrze mówi w tym języku). W 1971 wrócił do Honolulu, gdzie zamieszkał z dziadkami ze strony matki, Madelyn i Stanleyem Dunhamami, oraz uczęszczał do prywatnej Punahou School, którą ukończył w 1979. Według słów Obamy przyjęcie go do tej placówki dla jego dziadków „oznajmiało początek czegoś wielkiego, podniesienie statusu rodziny”.
Ann Dunham wróciła na Hawaje w 1972, a w 1977 znów wyjechała do Indonezji, gdzie prowadziła antropologiczne badania terenowe. W 1994 powróciła na Hawaje, a w następnym roku zmarła na raka jajnika, kilka miesięcy po wydaniu przez Obamę autobiograficznej książki Dreams from My Father (pol. Odziedziczone marzenia: Spadek po moim ojcu). Wiedzę o ojcu, którego później widział tylko raz, podczas krótkiej wizyty w 1971, czerpał głównie z rodzinnych opowieści i fotografii. O wczesnym dzieciństwie pisał: „To, że mój ojciec nie przypominał ludzi wokół mnie, że był czarny jak smoła, a moja matka biała jak mleko, było ledwo co rejestrowane przez mój umysł”. W sierpniu 2006 wraz z żoną i córkami wspólnie odwiedził miejsce narodzin ojca, wioskę nieopodal Kisumu w zachodniej, rolniczej części Kenii.
Podczas jednego ze spotkań ze studentami w 2007 przyznał się, że jako nastolatek w średniej szkole miał okres słabości, w którym spożywał alkohol, palił marihuanę i próbował kokainy, aby „wypchnąć z umysłu pytania o to, kim jest”. Sam krytycznie odnosi się do tego okresu, twierdząc, że była to strata czasu. Po szkole średniej przeprowadził się do Los Angeles, gdzie przez dwa lata studiował na Occidental College, po czym przeniósł się na Columbia University w Nowym Jorku na kierunek politologia ze specjalizacją stosunki międzynarodowe. Stopień licencjata (ang. bachelor degree) zdobył w 1983. Następnie pracował w Business International Corporation i New York Public Interest Research Group, po czym przeniósł się do Chicago, gdzie podjął pracę jako działacz społeczny. Jako dyrektor projektu rozwijających się społeczności pracował z mało zarabiającymi mieszkańcami Roseland w Chicago i zajmował się budownictwem społecznym w Altgeld Gardens. W 1988 rozpoczął studia w Harvard Law School, w 1990 został wybrany na prezesa „Harvard Law Review”, prestiżowego miesięcznika prawniczego redagowanego przez niezależną grupę studentów, jako pierwszy Afroamerykanin w jego 103-letniej historii, a w rok później uzyskał magistra praw (łac. Juris Doctor) magna cum laude. Jeszcze w trakcie studiów w 1988 odbył wakacyjne praktyki w kancelarii prawniczej Sidley & Austin.
Powróciwszy do Chicago, działał na rzecz rejestracji głosujących. Jako prawnik w kancelarii Miner, Barnhill & Galland w latach 1993–1996 reprezentował działaczy społecznych oraz wnoszących sprawy o dyskryminację i naruszenie Voting Rights Act. Poza tym prowadził zajęcia na temat rasizmu oraz wykładał prawo konstytucyjne na University of Chicago Law School od 1993 do 2004, kiedy to został wybrany do Senatu.

### Legislatura stanowa
W 1996 został wybrany do stanowego senatu Illinois z 13. dystryktu Chicago. W 1998 i 2002 został ponownie wybrany do senatu stanowego, a w listopadzie 2004 zrezygnował z mandatu, kiedy to został wybrany do Senatu Stanów Zjednoczonych.
Jako senator stanowy wywalczył poparcie obu partii dla ustaw dotyczących opieki zdrowotnej i korupcji. Przedłożył ustawę na rzecz ulg podatkowych dla ludzi o niskich dochodach, współpracował przy projekcie reformy opieki społecznej i promował zwiększenie subsydiów na opiekę nad dziećmi. Dzięki niemu przegłosowano też ustawy: nakazującą nagrywanie na wideo przesłuchań w sprawie zabójstw i odnotowywanie przez policjantów rasy zatrzymywanych kierowców, aby monitorować, czy kontrole nie są dokonywane w oparciu o rasę.
W 2000 ubiegał się o nominację partyjną w wyborach do Izby Reprezentantów USA z pierwszego okręgu stanu Illinois, której nie uzyskał, przegrywając z partyjnym rywalem, ubiegającym się o piątą kadencję, Bobbym Rushem, współzałożycielem tamtejszego oddziału radykalnej Partii Czarnych Panter. Podczas kampanii przed wyborami do Senatu krajowego w 2004 zdobył poparcie oddziału Fraternal Order of Police z Illinois, którego prezes pochwalił Obamę za aktywną współpracę z organizacjami policyjnymi odnośnie do reform w sprawie kary śmierci. Wyborczy przeciwnicy reprezentujący ruch pro-choice w Partii Demokratycznej, jak i przeciwnik z ruchu pro-life z Partii Republikańskiej skrytykowali go za serię głosów wstrzymujących się i przeciw w kwestii aborcji w późnej fazie ciąży i powiadamiania o zabiegu rodziców małoletniej ciężarnej.

### Mowa przewodnia na Narodowej Konwencji Demokratów 2004
Pozostając senatorem stanowym, napisał i wygłosił mowę przewodnią Narodowej Konwencji Demokratów 2004, która odbyła się 27 lipca 2004 w Bostonie. Opisawszy doświadczenia dziadka ze strony matki jako weterana II wojny światowej, beneficjenta programów Federal Housing Administration (w ramach New Dealu) i G.I. Billu (skupiającego się na dawaniu powracającym z wojny żołnierzom szansy na zdobycie wykształcenia), powiedział:
Nie, ludzie nie oczekują, że rząd rozwiąże wszystkie ich problemy. Ale czują, głęboko w kościach, że przy zmianie priorytetów możemy się upewnić, że każde dziecko w Ameryce ma przyzwoity start w życiu i że drzwi szansy pozostaną otwarte dla wszystkich. Wiedzą, że możemy sobie poradzić lepiej. I chcą tego wyboru.
Krytykując administrację George’a W. Busha i jej podejście do wojny w Iraku, Obama mówił o kapralu Marines Seamusie Ahernie z East Moline w Illinois, pytając, „czy służymy mu równie dobrze, jak on służy nam?” i dalej:
Kiedy wysyłamy naszych młodych mężczyzn i kobiety na niebezpieczeństwo, jesteśmy zobowiązani do niefałszowania liczb i nieukrywania prawdy o miejscu, do którego jadą, do troski o ich rodziny, gdy ich [tj. żołnierzy] tu nie ma, do dbania o żołnierzy po ich powrocie i do tego, by nigdy, przenigdy nie iść na wojnę bez wystarczającej ilości wojsk, by ją wygrać i zasłużyć na szacunek świata.
Mówił też o jedności narodowej:
Eksperci lubią szatkować nasz kraj na czerwone stany i niebieskie stany, czerwone dla Republikanów, niebieskie dla Demokratów. Ale dla nich też mam wiadomość. Czcimy wspaniałego Boga w niebieskich stanach i nie lubimy agentów federalnych szperających po naszych bibliotekach w czerwonych stanach. Trenujemy Małą Ligę w niebieskich stanach i mamy gejowskich przyjaciół w czerwonych stanach. Są patrioci, którzy sprzeciwiali się wojnie w Iraku i patrioci, którzy ją poparli. Jesteśmy jednym narodem, wszyscy przyrzekaliśmy wierność gwiazdom i pasom, wszyscy bronimy Stanów Zjednoczonych Ameryki.
Mowa przedstawiła Obamę większości Amerykanów, a jej entuzjastyczne przyjęcie na konwencji i obszerne relacje w mediach szybko zapewniły mu status gwiazdy. Felietonista Jimmy Breslin wówczas przewidział, że Obama będzie się ubiegał o prezydenturę.

### Kampania do Senatu
W 2003 zaczął ubiegać się o miejsce w Senacie zwolnione przez Republikanina Petera Fitzgeralda. We wczesnych sondażach plasował się za milionerem Blairem Hullem (którego popularność jednak ucierpiała wskutek podejrzeń o stosowanie przemocy wobec rodziny) i Kontrolerem Finansów Stanu Illinois Danielem Hynesem. Kandydatura Obamy została wsparta kampanią reklamową wykorzystującą zdjęcia wówczas już nieżyjącego burmistrza Chicago, Harolda Washingtona (pierwszego czarnoskórego burmistrza tego miasta) i senatora Paula Simona, a także poparciem ze strony córki Simona oraz wielkich dzienników: „Chicago Tribune” i „Chicago Sun-Times”. W marcowych prawyborach zdobył ponad 52% głosów, z przewagą 29 punktów procentowych nad Hynesem.
Spodziewano się, że jego rywalem będzie zwycięzca prawyborów republikańskich, Jack Ryan, ale ten wycofał się w czerwcu 2004 w związku z oskarżeniem przez byłą żonę, aktorkę Jeri Ryan, o molestowanie seksualne. W sierpniu 2004, mniej niż trzy miesiące przed dniem wyborów, nominację Republikanów na miejsce Ryana otrzymał Alan Keyes, długoletni mieszkaniec stanu Maryland, który oficjalnie został mieszkańcem Illinois przy okazji tejże nominacji. W trzech debatach telewizyjnych Obama i Keyes wymieniali się odmiennymi poglądami na temat badań nad komórkami macierzystymi, aborcji, prawa do posiadania broni, talonów szkolnych (ang. school voucher; certyfikat dający rodzicom możliwość płacenia za edukację dzieci w wybranej, nie przydzielonej szkole) i cięć podatkowych.
W listopadowych wyborach zdobył 70% głosów, odnosząc najwyższe zwycięstwo wyborcze w historii stanu Illinois.

### Kariera w Senacie
4 stycznia 2005 został zaprzysiężony na senatora. Debiutując na politycznej scenie Waszyngtonu, zebrał zespół renomowanych doradców specjalizujących się w zagadnieniach przekraczających wymagania wobec służącego pierwszą kadencję senatora. Wśród nowo zatrudnionych w jego ekipie znaleźli się Pete Rouse, były szef sztabu lidera Demokratów w senacie Toma Daschle’a (również jako szef sztabu) i ekonomistka Karen Kornbluh, była zastępczyni szefa sztabu sekretarza skarbu Roberta Rubina (jako dyrektor ds. politycznych). Wśród jego kluczowych doradców byli Samantha Power, specjalizująca się w kwestiach praw człowieka i ludobójstw, a także byli członkowie administracji Billa Clintona: Anthony Lake i Susan Rice.
Działał w czterech komisjach senackich: spraw zagranicznych, zdrowia, edukacji i pracy, bezpieczeństwa wewnętrznego oraz do spraw weteranów. Był też przewodniczącym podkomisji ds. europejskich w komisji spraw zagranicznych od 2007 i członkiem Afroamerykańskiego Lobby w Kongresie (ang.: Congressional Black Caucus).

#### 109. Kongres
Odegrał znaczącą rolę w staraniach Senatu o zwiększenie ochrony granic i reformę praw imigracyjnych. W 2005 poparł ustawę Secure America and Orderly Immigration Act przedstawioną przez republikańskiego senatora z Arizony, Johna McCaina. Później dodał trzy poprawki do Comprehensive Immigration Reform Act, która została zatwierdzona przez Senat w maju 2006, ale nie uzyskała większości głosów w Izbie Reprezentantów. We wrześniu 2006 poparł pokrewną ustawę, Secure Fence Act, na mocy której miało być wybudowane ogrodzenie i inne instalacje bezpieczeństwa na granicy USA z Meksykiem. Prezydent Bush podpisał ustawę miesiąc później, nazywając ją „ważnym krokiem w kierunku reformy imigracyjnej”.
Współpracując najpierw z senatorem Dickiem Lugarem (R-IN), a następnie z Tomem Coburnem (R-OK), Obama skutecznie przeprowadził dwie inicjatywy ustawodawcze, którym nadano jego nazwisko. „Lugar-Obama” rozszerza program Cooperative Threat Reduction (ang. Wspólna Redukcja Zagrożenia; inicjatywa mająca na celu zabezpieczenie i likwidację broni masowej zagłady w krajach byłego ZSRR) na broń konwencjonalną, w tym miny przeciwpiechotne i przenośne wyrzutnie pocisków rakietowych ziemia-powietrze. „Lugar-Obama” otrzymał fundusze w wysokości 48 mln dolarów.

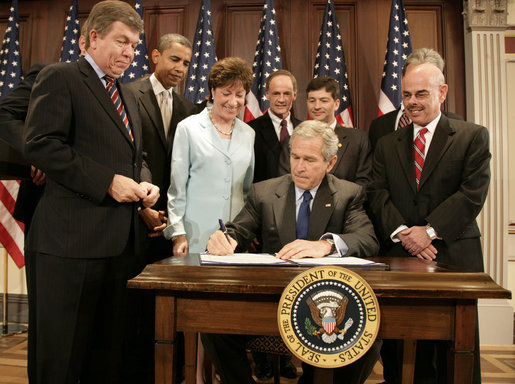
Prezydent Bush Jr. podpisuje tzw. ustawę Coburn-Obama Transparency Act (Obama drugi z lewej), 2006

Tak zwany „Coburn-Obama Transparency Act” (oficjalnie: Federal Funding Accountability and Transparency Act of 2006, Ustawa o odpowiedzialności i jawności finansowej) zapewnia istnienie strony internetowej prowadzonej przez Office of Management and Budget, na której wymienione są wszystkie organizacje otrzymujące fundusze federalne począwszy od 2007 wraz ze szczegółami dotacji (kwoty, powód przyznania). W grudniu 2006 prezydent Bush podpisał „Democratic Republic of the Congo Relief, Security, and Democracy Promotion Act” (Ustawę o odciążeniu, bezpieczeństwie i promocji demokracji w Demokratycznej Republice Konga), pierwszy federalny akt prawa, za który właśnie Obama był głównym odpowiedzialnym.

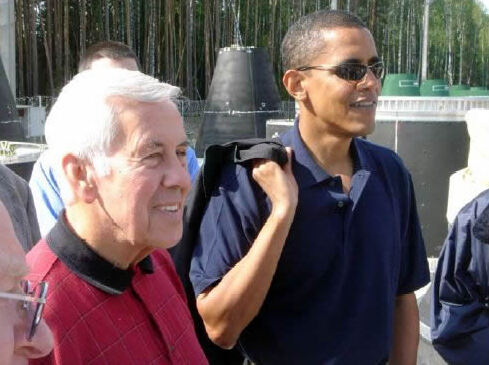
Podczas wizyty w Rosji w towarzystwie senatora Richarda Lugara

Jako członek senackiej komisji spraw zagranicznych Obama odbywał oficjalne podróże do Europy Wschodniej, Afryki i na Bliski Wschód. W sierpniu 2005 odwiedził Rosję, Ukrainę i Azerbejdżan w ramach starań o rozwój kontroli nad światowym arsenałem broni konwencjonalnej i masowego rażenia jako pierwszej linii obrony przed terroryzmem. W styczniu 2006, po spotkaniach z członkami Sił Zbrojnych USA w Kuwejcie i Iraku, odwiedził też Jordanię, Izrael i Palestynę, gdzie podczas spotkania z palestyńskimi studentami na dwa tygodnie przed zwycięstwem Hamasu w tamtejszych wyborach parlamentarnych ostrzegał, że „Stany Zjednoczone nigdy nie uznają zwycięskich kandydatów Hamasu, o ile grupa ta nie odrzuci swojej fundamentalnej misji wyeliminowania Izraela”.
Miejscem jego kolejnej, trzeciej oficjalnej podróży były kraje afrykańskie – Południowa Afryka, ojczyzna ojca, Kenia, Dżibuti, Etiopia i Czad. Podczas wystąpienia na Uniwersytecie Nairobi, które było transmitowane przez telewizję na cały kraj, mówił o wpływie rywalizacji etnicznej i korupcji w Kenii, wywołując publiczną debatę między przywódcami rywalizujących frakcji – jedni bronili stanowiska Obamy, inni nazywali jego spostrzeżenia niesprawiedliwymi i niewłaściwymi. Jesienią 2006 wydał swoją drugą książkę – Audacity of Hope. Thoughts on Reclaiming the American Dream (pol. Odwaga nadziei: moja droga życiowa, wartości i ideały polityczne).

#### 110. Kongres

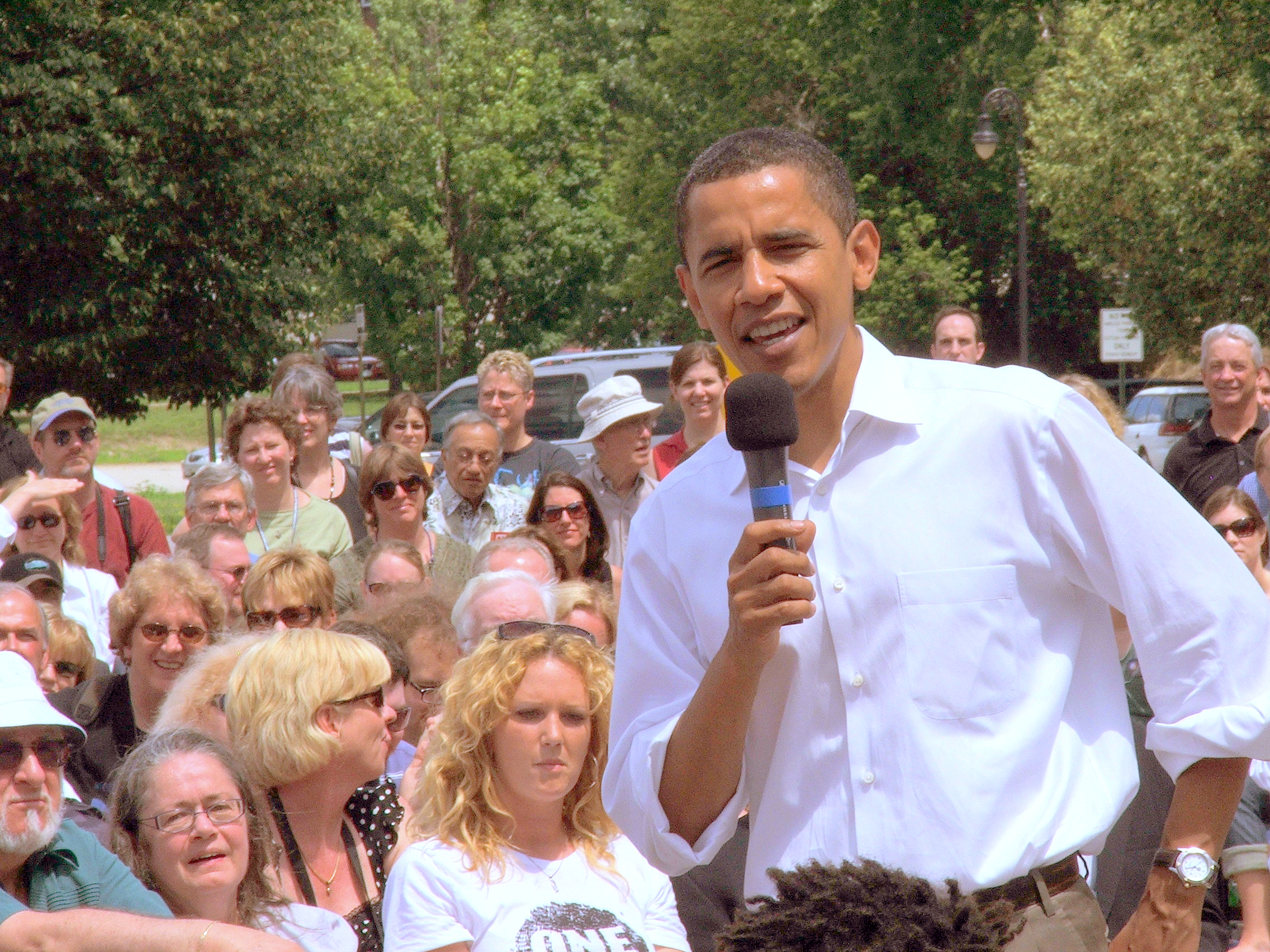
Senator Obama podczas wizyty w New Hampshire, sierpień 2007

Wybory do 110. Kongresu 7 listopada 2006 dały kontrolę nad nim Partii Demokratycznej. W pierwszym miesiącu jego działania Obama pracował z Russem Feingoldem (D-WI) przeciwko powszechnemu udostępnianiu kongresmenom przez lobbystów prywatnych samolotów korporacji i na rzecz ujawnienia łączonych (tj. przekazywanych przez jedną osobę, ale de facto zebranych od wielu) dotacji na kampanie wyborcze na mocy „Ustawy o uczciwym przywództwie i otwartym rządzie” (ang. Honest Leadership and Open Government Act) wprowadzonej w życie we wrześniu 2007. Wspólnie z Chuckiem Schumerem (D-NY) przedłożył „Ustawę o zapobieganiu zwodniczym praktykom i onieśmielaniu wyborców” (Deceptive Practices and Voter Intimidation Prevention Act), której celem było nadanie statusu przestępstwa wszelkim próbom oszukania wyborców – np. rozprowadzaniu ulotek z fałszywymi informacjami.
Inicjatywy Obamy w dziedzinie energetyki były oceniane zarówno pozytywnie, jak i negatywnie przez środowiska ekologów, które z zadowoleniem powitały przedłożony przezeń wspólnie z Johnem McCainem (R-AZ) projekt ustawy zakładającej redukcję ogólnoświatowej emisji gazów cieplarnianych o dwie trzecie do roku 2050, ale już sceptycznie podeszły do wspieranej przez Obamę ustawy promującej upłynnianie węgla.
Obama przedstawił też Iraq War De-Escalation Act („Ustawę o deeskalacji wojny w Iraku”) mającą ustalić górny pułap dla ilości amerykańskich wojsk w Iraku i doprowadzić do ostatecznego wycofania jednostek bojowych do kwietnia 2008 i – wspólnie z Kitem Bondem (R-MO) – poprawkę do National Defense Authorization Act dodającą gwarancje „honorowego” zwolnienia z wojska z powodu zaburzeń osobowości wywołanych udziałem w walkach i wzywającą do dokonania kontroli przez Government Accountability Office ze względu na doniesienia, iż procedurę tę stosowano w sposób niezgodny z przepisami, by zaoszczędzić pieniądze. Następnie przedłożył Iran Sanctions Enabling Act („Ustawę umożliwiającą nałożenie sankcji na Iran”) wspierającą pozbywanie się udziałów państwowych funduszy emerytalnych w irańskim przemyśle naftowo-gazowym, a wspólnie z Chuckiem Hagelem (R-NE) wprowadził regulacje prawne mające obniżyć ryzyko terroryzmu nuklearnego. Postanowienie z ustawy Hagela i Obamy zostało zatwierdzone przez Kongres jako poprawka do State-Foreign Operations appropriations bill.
Obama przedłożył też senacką poprawkę do „Stanowego programu ubezpieczeń zdrowotnych dzieci” (State Children’s Health Insurance Program, SCHIP; obecnie: The Children’s Health Insurance Program, CHIP), w myśl której rodziny dbające o żołnierzy, którzy odnieśli obrażenia w boju, otrzymywałyby roczną gwarancję zatrudnienia. Po przejściu przez obie izby Kongresu została jednak zawetowana przez prezydenta Busha w październiku 2007, co Obama nazwał posunięciem pokazującym „gruboskórność (...) obraźliwą dla ideałów, które wyznajemy jako Amerykanie”.
16 listopada 2008 Obama, już jako prezydent elekt Stanów Zjednoczonych, formalnie zrezygnował z miejsca w Senacie, choć nie był do tego zobowiązany przed 20 stycznia 2009 (dzień formalnego objęcia urzędu). Uczynił to aby, jak sam oświadczył, skupić się nad budowaniem swej administracji. Gubernator Illinois Rod Blagojevich (demokrata) mianował nowego senatora przed końcem roku (w związku z upływem kadencji Obamy w 2010 nie odbyły się wybory przedterminowe, a tymczasowy senator zajmował miejsce na czas jej upływu).

### Wybory prezydenckie w 2008

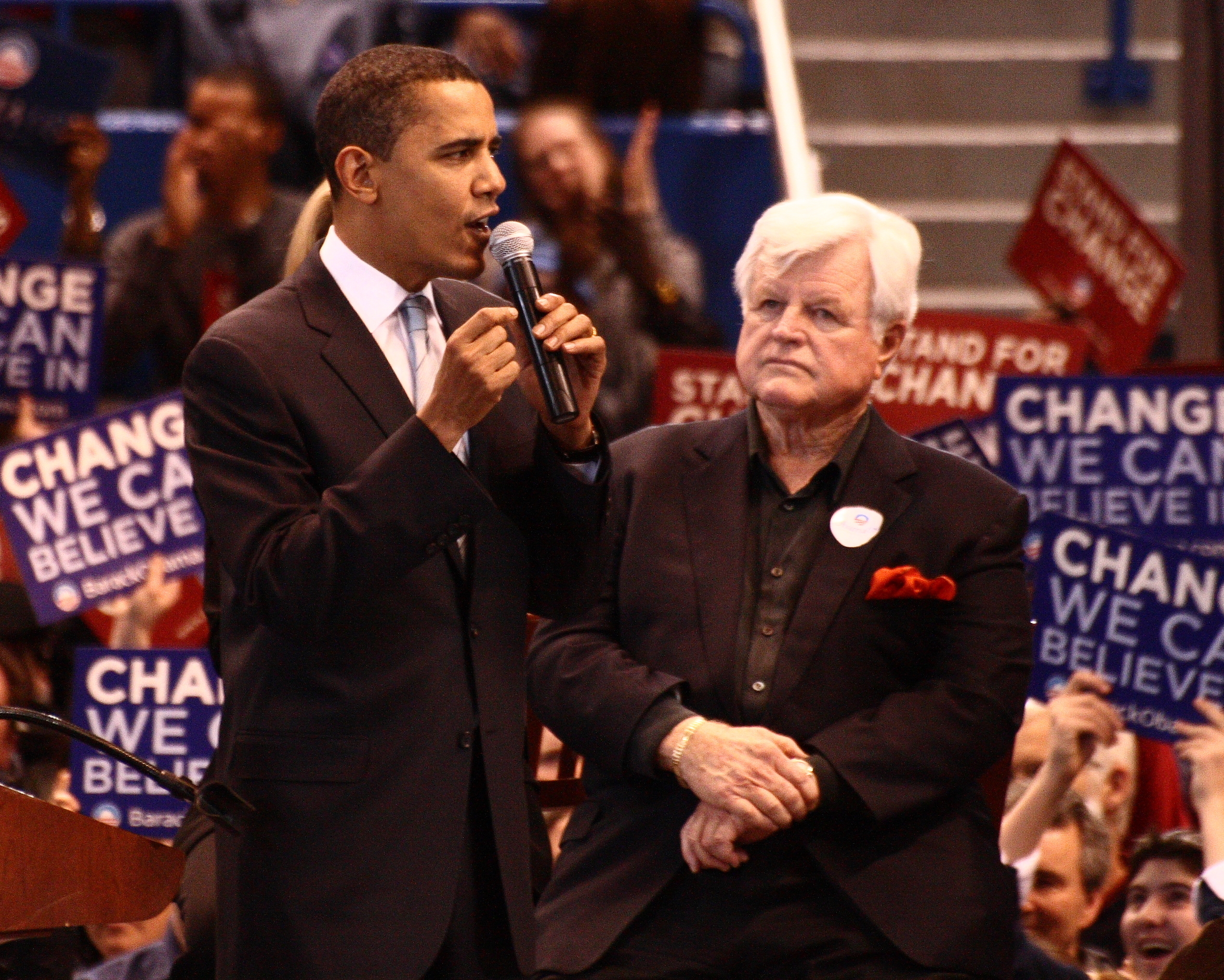
Barack Obama i senator Ted Kennedy

Podczas głosowania 4 listopada 2008 kandydaci na elektorów popierający  Obamę zdobyli 365 mandatów w 538-mandatowym Kolegium Elektorskim wobec 173 mandatów przyszłych elektorów głównego kontrkandydata Obamy, Johna McCaina. McCain ostatecznie wygrał w Missouri (które od ponad stulecia, z wyjątkiem roku 1956, opowiadało się po stronie zwycięzcy, jednak nie w 2008), a Obama – w Karolinie Północnej.
Formalnie wybór prezydenta został dokonany 15 grudnia 2008 przez Kolegium Elektorskie, a zaprzysiężenie na ten urząd odbyło się 20 stycznia 2009 o godz. 12:00 czasu wschodniego (EST).

#### Rys chronologiczny
10 lutego 2007, stojąc przed Starym Kapitolem w Springfield w stanie Illinois, Obama ogłosił, iż zamierza kandydować w wyborach prezydenckich w 2008. Opisując swoje życie w Illinois i symbolicznie nawiązując do słynnej przemowy Abrahama Lincolna z 1858, znanej jako House Divided Speech, mówił: „To dlatego, w cieniu Starego Kapitolu, gdzie Lincoln niegdyś wezwał skłócony dom (ang. house divided), by stanął razem, gdzie wspólne nadzieje i wspólne marzenia wciąż żyją, staję przed wami, aby ogłosić moją kandydaturę na [stanowisko] Prezydenta Stanów Zjednoczonych Ameryki”.

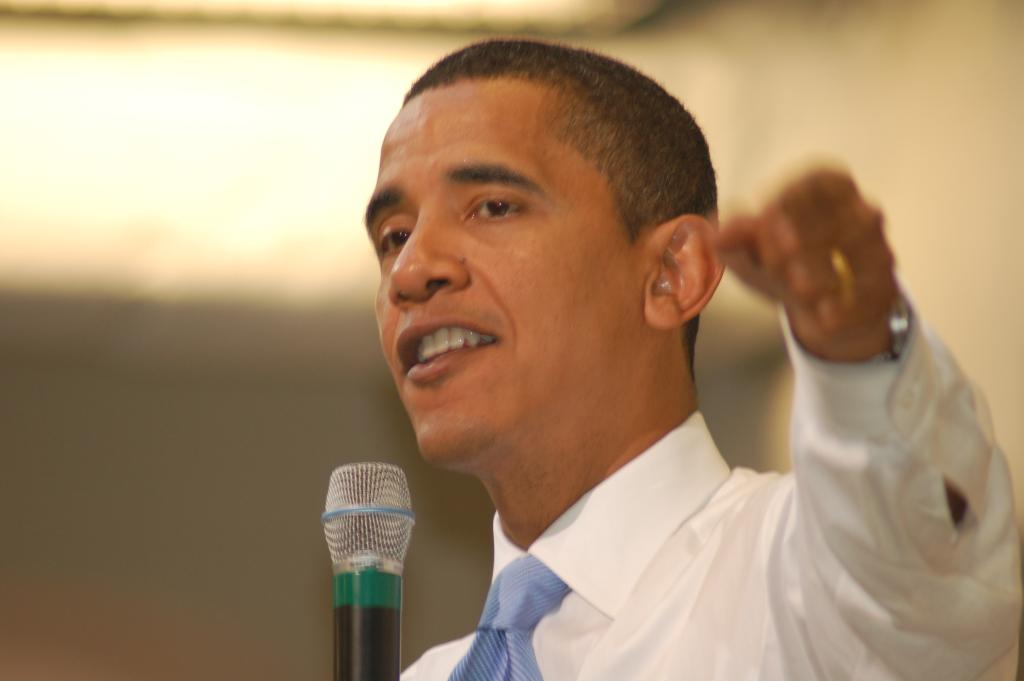
Obama podczas spotkania z wyborcami (2008)

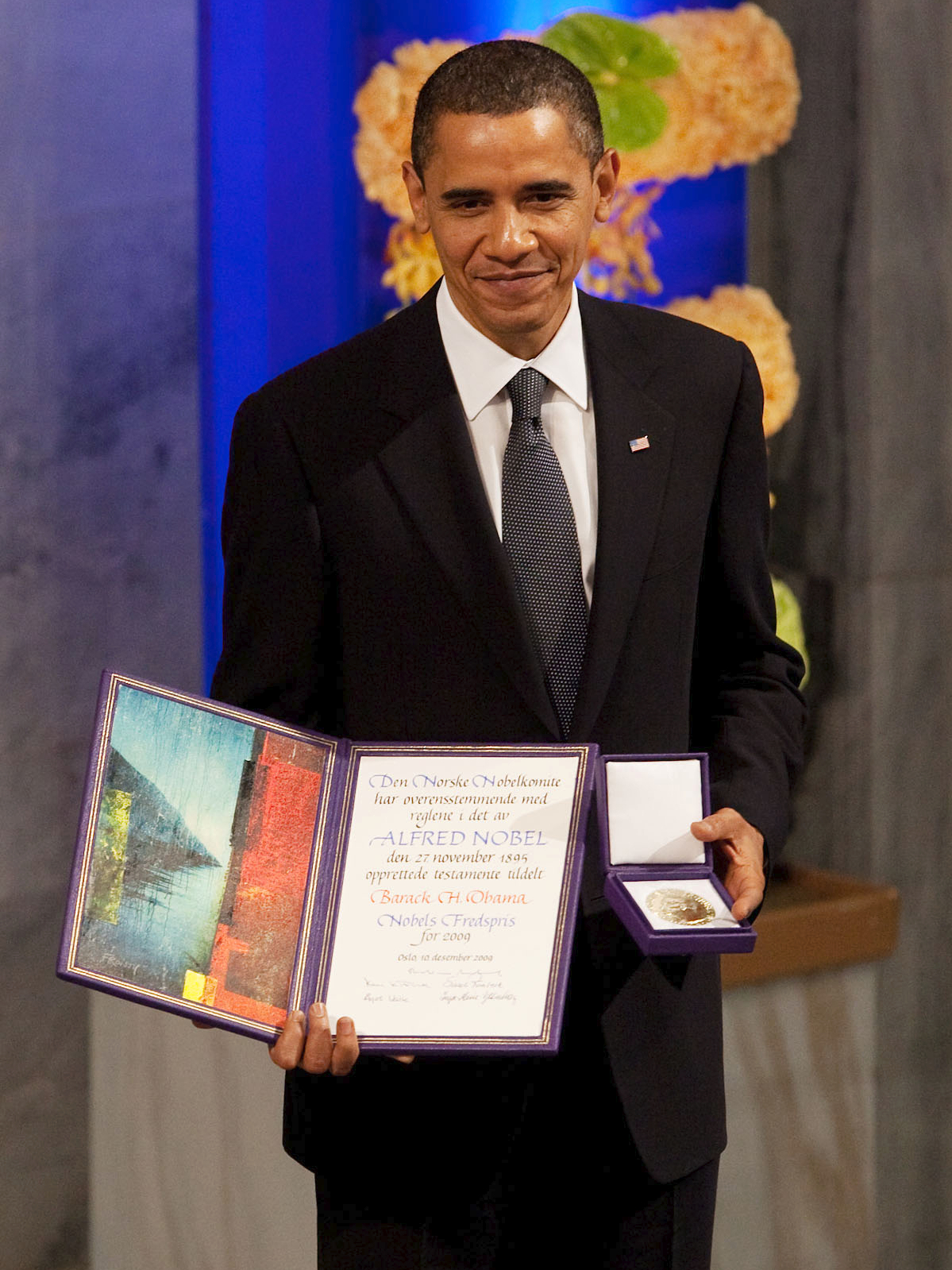
Barack Obama z Pokojową Nagrodą Nobla (2009)

Przemawiając na spotkaniu Narodowego Komitetu Demokratów (DNC) na tydzień przed tym wystąpieniem, Obama wezwał do zakończenia kampanii opartych na czarnym PR-ze, argumentując, iż „nie może tu chodzić o to, kto na kogo wykopie więcej szkieletów, kto zaliczy najmniej potknięć w trakcie kampanii. Jesteśmy winni Amerykanom zrobienie czegoś więcej”.
W pierwszej połowie 2007 na konta kampanii Obamy wpłynęło 58 mln dolarów, co było najlepszym wynikiem z osiągniętych przez wszystkich ówczesnych kandydatów, a także rekordem pierwszych sześciu miesięcy lat przedwyborczych w ogóle. Drobni dawcy (tj. ci, od których datki nie przekroczyły 200 dol.), przelali łącznie 16,4 mln dol., co było najlepszym wynikiem spośród kandydatów Partii Demokratycznej. W pierwszym miesiącu 2008 Obama zebrał na swoją kampanię łącznie 36,8 mln dol., czym ustanowił rekord kwoty zebranej w ciągu miesiąca przez kandydata do prezydentury w prawyborach Demokratów. Głównym szefem kampanii Obamy został David Plouffe, a za komunikację i współpracę z mediami odpowiadał David Axelrod.
Wskutek obaw o bezpieczeństwo Obamy jako pierwszego ciemnoskórego (mulata) kandydata do prezydentury mającego realną szansę na zwycięstwo amerykański rząd przydzielił mu ochronę Secret Service na 18 miesięcy przed wyborami powszechnymi.
Dwa miesiące przed pierwszymi wyborami w stanach Iowa i New Hampshire, gdy sondaże wykazywały przewagę senator Hillary Clinton, Obama zaczął jej zarzucać brak jasnego określenia pozycji politycznej. Promując swoją kandydaturę w Iowa, stwierdził w wypowiedzi The Washington Post, że jako nominowany z ramienia Partii Demokratycznej uzyskałby więcej głosów niż Clinton ze strony głosujących niezależnych oraz Republikańskich. Obama i Clinton podzielili się zwycięstwami w pierwszych czterech prawyborach demokratycznych, z których Obama okazał się lepszy w głosowaniach w stanie Iowa (ang.: Iowa caucus) i Karolinie Południowej, podczas gdy Clinton – w New Hampshire i Nevadzie (caucus). Wygrana w stanie Iowa, gdzie Clinton została wyprzedzona także przez Johna Edwardsa, stała się możliwa dzięki rekordowo wysokiej frekwencji wśród głosujących poniżej 30. roku życia, z czego większość po raz pierwszy uczestniczyła w caucusie. Będąc w skali kraju 20% za Clinton przed lutowym tzw. Superwtorkiem, zdołał zniwelować tę przewagę i wywalczyć głosy 20 delegatów więcej niż rywalka. Pobił też kolejne rekordy w dziedzinie zbierania funduszy, otrzymując na kampanię przedwyborczą w pierwszych dwóch miesiącach 2008 ponad 90 mln dol., tj. dwa razy więcej, niż w tym samym okresie zdobyła Clinton.
Obama otrzymał nominację partyjną 28 sierpnia 2008 podczas konwencji partyjnej w Denver w stanie Kolorado. Poparcia udzielił mu wtedy były prezydent Bill Clinton, co ucięło spekulacje o rzekomym konflikcie Obamy z Clintonami.

#### Program wyborczy

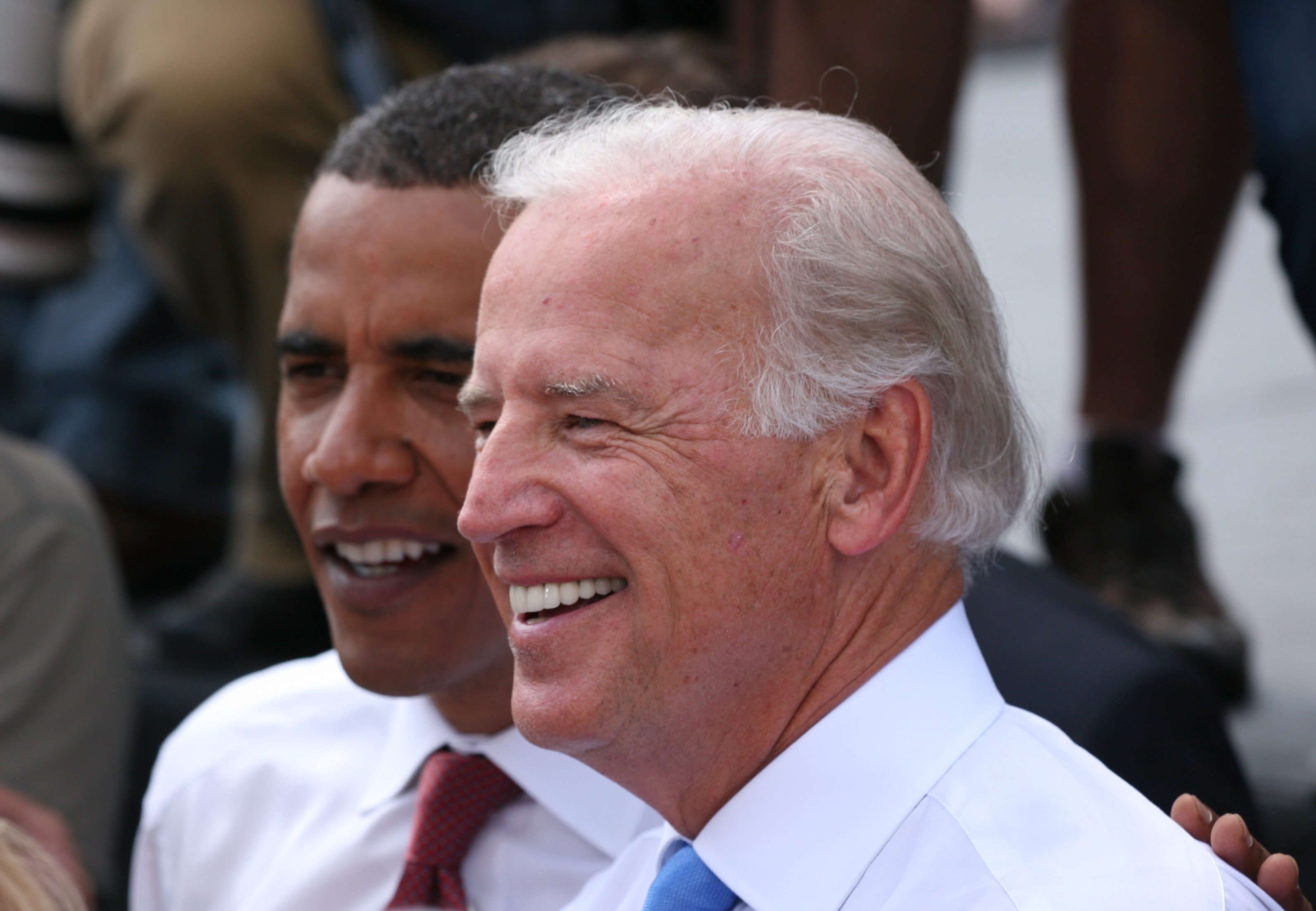
Barack Obama i Joe Biden, Springfield w stanie Illinois, 23 sierpnia 2008

W zakresie polityki fiskalnej Obama zamierzał m.in. zwolnić z podatków starszych obywateli, którzy mają roczne dochody poniżej 50 tys. dolarów. Zamierzał znieść – wprowadzone za kadencji prezydenta George’a W. Busha – ulgi podatkowe dla najbogatszych obywateli, postulując podwyższenie do 28 z 15 proc. podatku od zysków kapitałowych. Chciał podwyższenia podatku od dochodów ponad 102 tys. dol. rocznie. Był za zwiększeniem kredytów podatkowych.
Proponował pakiet 30 mld dol. wsparcia dla właścicieli nieruchomości. Z tej sumy m.in. 10 mld przypadłoby władzom stanowym i samorządom na pomoc najbardziej dotkniętym i 10 mld na ratowanie ludzi przed utratą domu. Obama proponował też zmianę ustawy o bankructwach, by zwykłe rodziny mogły zmienić warunki hipoteki. Amerykanom klas średnich dałby 10 proc. ulgi w podatku hipotecznym. Jeśli chodzi o handel, podkreślał konieczność renegocjowania niektórych punktów umowy o wolnym handlu z Kanadą i Meksykiem (NAFTA). Chcąc zachować poparcie związków zawodowych, wypowiadał się przeciw podobnym niedawnym umowom z innymi krajami (ostatnio z Kolumbią). W dziedzinie ochrony zdrowia zalecał krajowy system taniej opieki zdrowotnej dla wszystkich Amerykanów. Koszt szacowany na 50 – 65 mld dol. zostałby sfinansowany ze zniesienia ulg podatkowych od dochodów ponad 250 tys. dol. rocznie.
W przemówieniu wygłoszonym do weteranów w sierpniu zasugerował, że jako prezydent poprze propozycje zlikwidowania Rady Rosja-NATO i zablokowania wejścia Rosji do Światowej Organizacji Handlu (WTO) w odpowiedzi na rosyjskie postępowanie wobec Gruzji. W trakcie kampanii prezydenckiej Obamie towarzyszyły hasła: „Change We Can Believe In”, „Change We Need” oraz „Yes We Can”.

#### Wynik wyborów
Podczas głosowania 4 listopada 2008 kandydaci na elektorów popierający Baracka Obamę zdobyli 365 mandatów w 538-mandatowym Kolegium Elektorskim wobec 173 mandatów przyszłych elektorów głównego kontrkandydata Obamy, Johna McCaina.
Formalnie wybór prezydenta został dokonany 15 grudnia 2008 przez Kolegium Elektorskie, kandydaci zgodnie z przewidywaniami uzyskali odpowiednio: Obama – 365 głosów, McCain – 173 głosy. 20 stycznia 2009 został zaprzysiężony na 44. prezydenta Stanów Zjednoczonych.
W 2012 ogłosił, że będzie ubiegał się o reelekcję, ponownie jako kandydat z ramienia Partii Demokratycznej. 6 listopada 2012 wygrał wybory prezydenckie, zdobywszy 51,06% głosów i pokonując Mitta Romneya.

## Prezydentura

### Proces przejęcia urzędu prezydenta

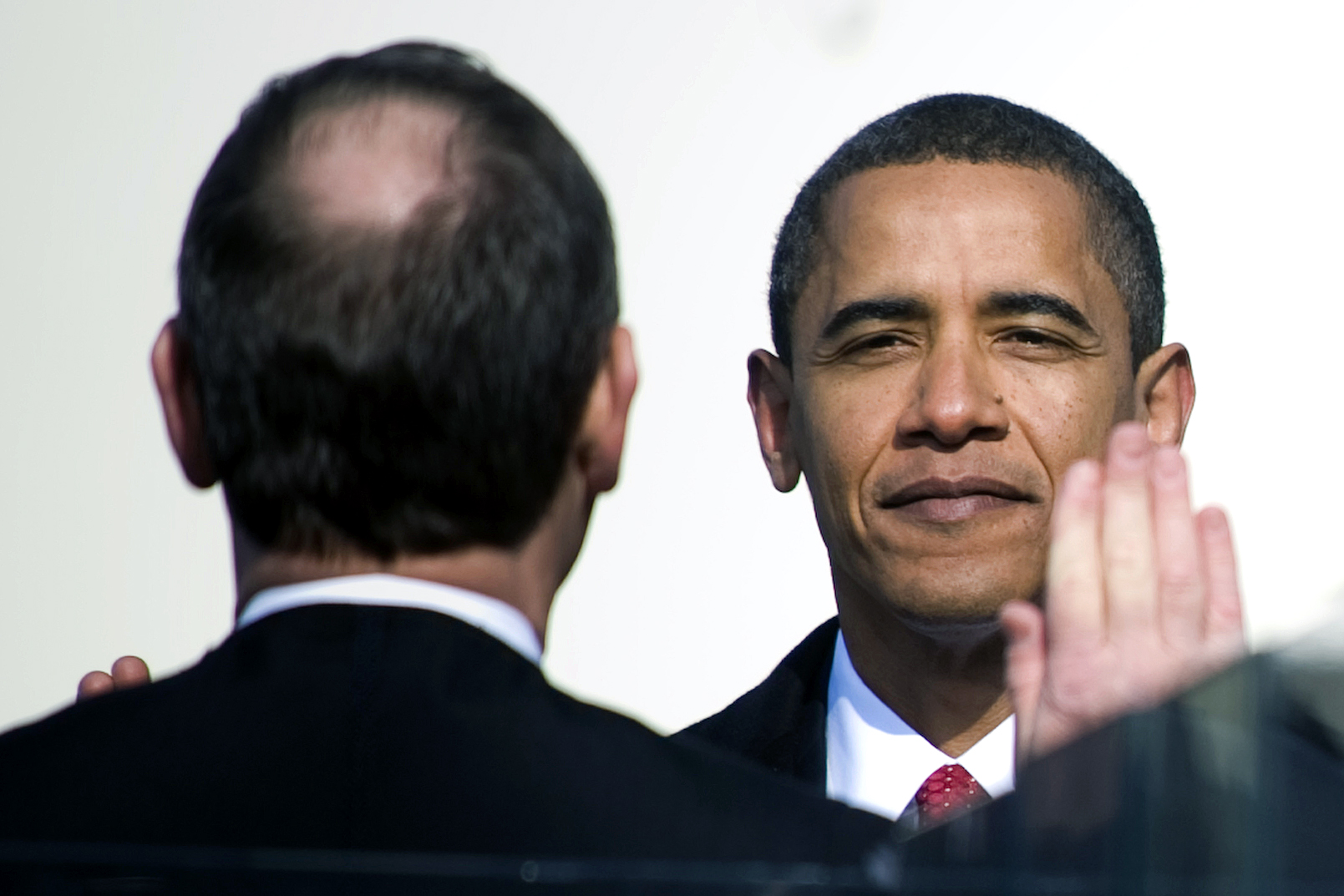
Obama podczas składania przysięgi, 20 stycznia 2009

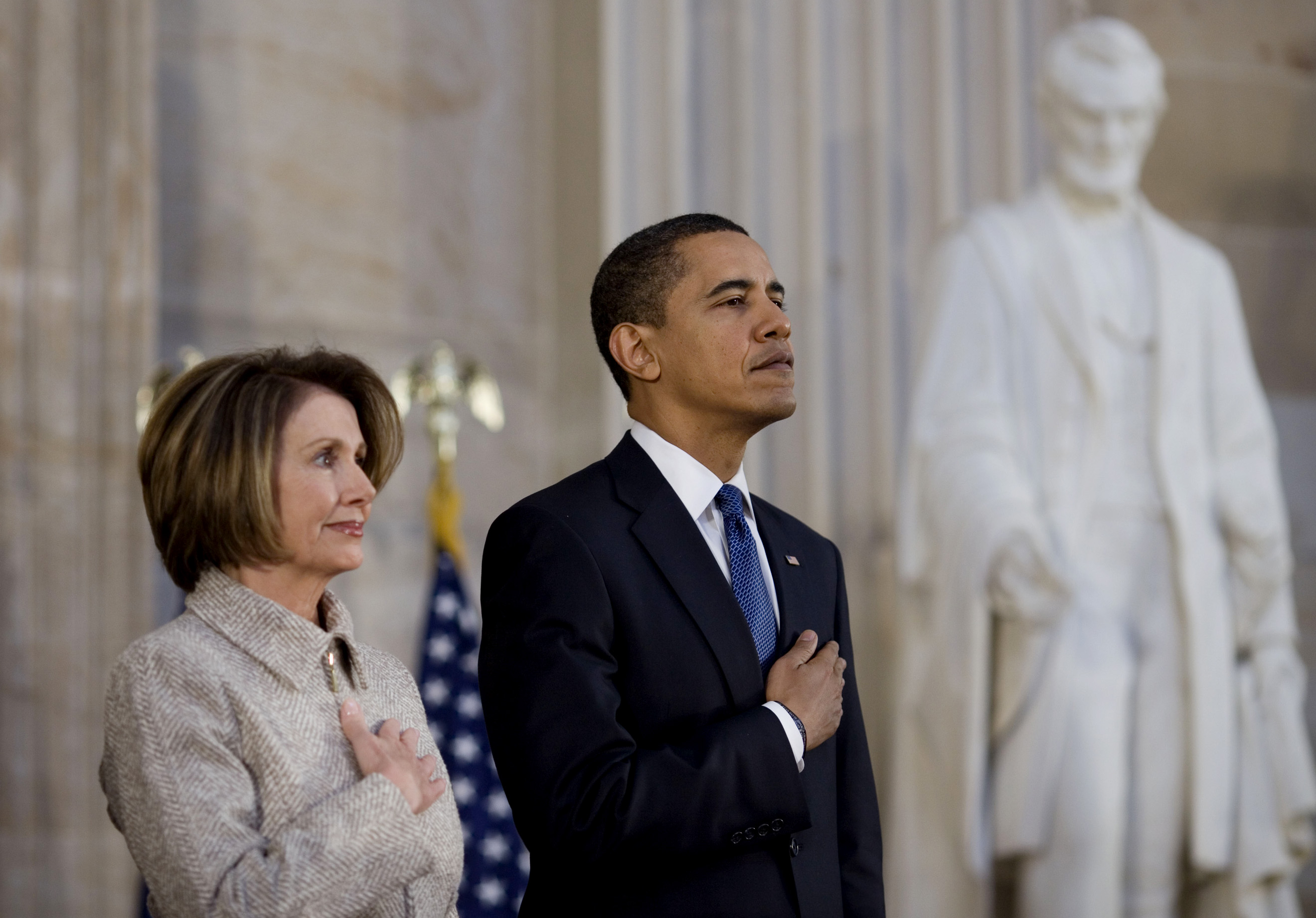
Barack Obama i Nancy Pelosi

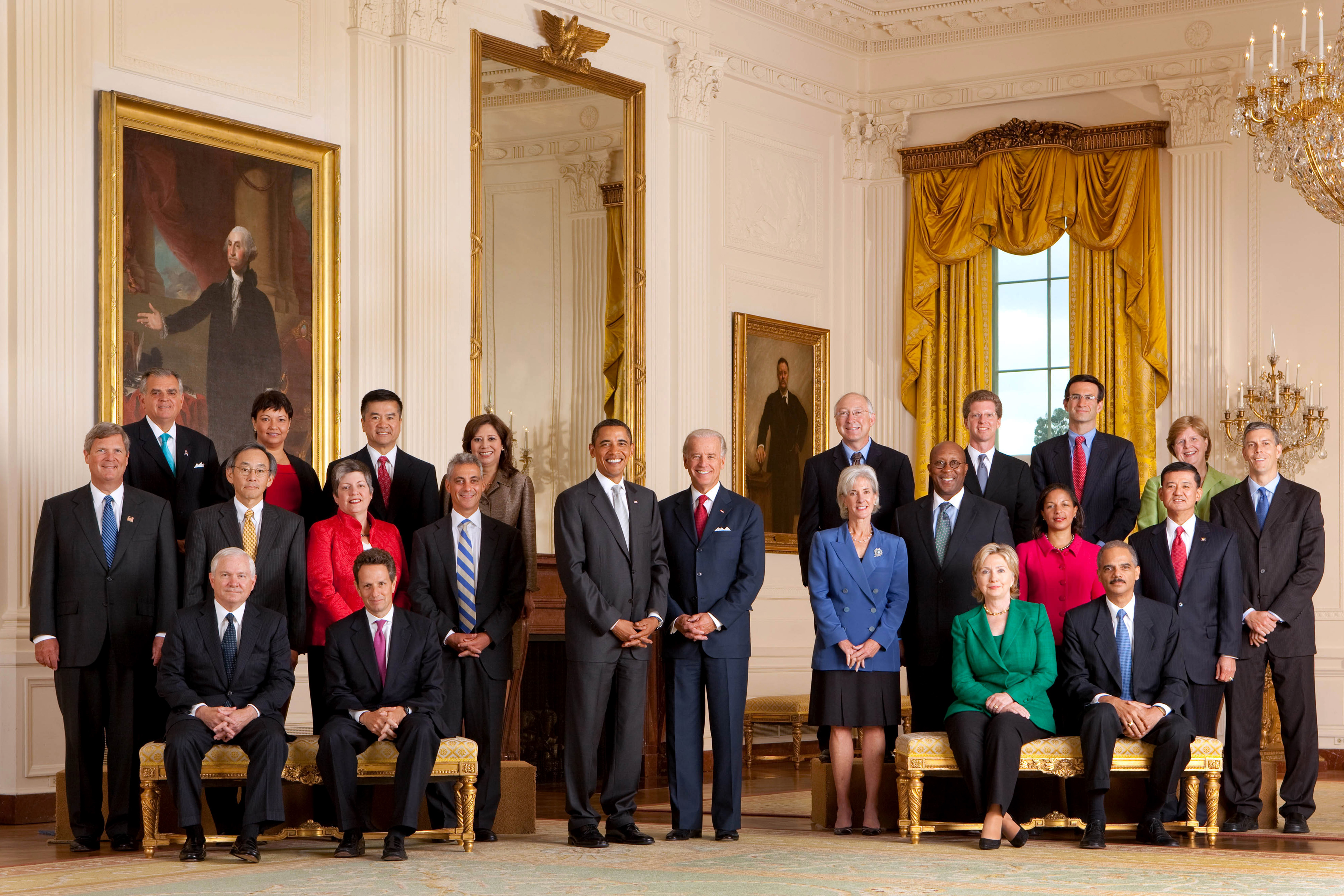
Barack Obama z członkami swego pierwszego gabinetu (2009)

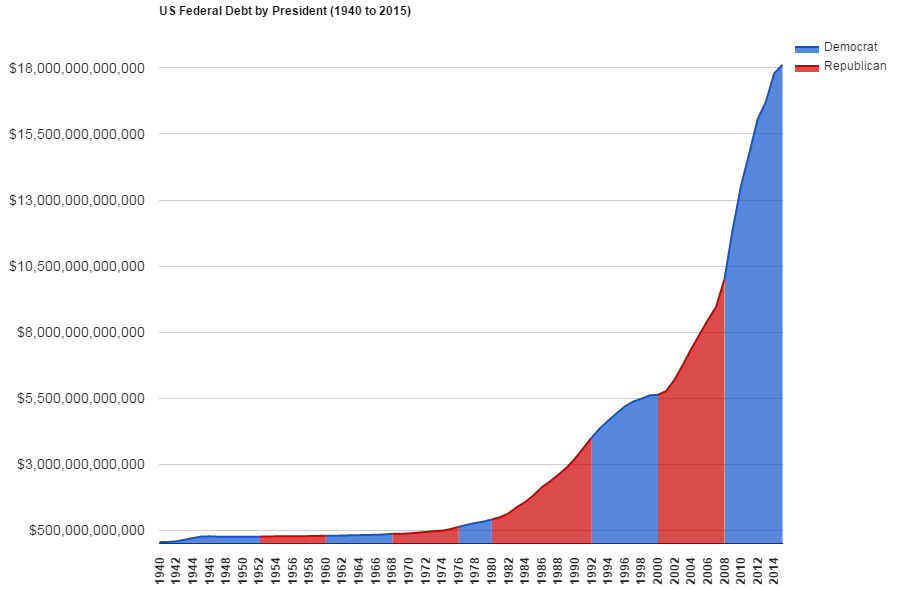
Dług publiczny USA

Proces przejęcia urzędu prezydenta (ang. presidential transition) trwał do dnia inauguracji 20 stycznia 2009. Przez ten czas prezydent elekt tworzył swoją przyszłą administrację, która współpracowała z odchodzącą administracją, by zapewnić płynne przekazanie władzy. Pierwszą oficjalną decyzją Obamy w tym procesie było mianowanie Rahma Emanuela na stanowisko przyszłego szefa sztabu.

### Polityka gospodarcza

#### Plan ratunkowy dla gospodarki 2009
Zapowiadał, że jego plan gospodarczy warty ponad 800 mld dol. powinien przyczynić się do powstania 3-4 mln miejsc pracy w ciągu dwóch lat. Bezrobocie w Stanach Zjednoczonych wzrosło w 2008 do poziomu najwyższego od 16 lat. 500 tys. ludzi miałoby znaleźć pracę przy modernizacji infrastruktury i budowie sieci szerokopasmowego Internetu, drugie tyle – w nowym przemyśle czystej energii, a po kilkaset tysięcy miejsc pracy miałoby natomiast powstać w oświacie i służbie zdrowia. Plan Obamy przewidywał także obniżki podatków dla osób indywidualnych i firm na kwotę 275 mld dol. Kolejne 550 mld dol. stanowić miały wydatki rządu federalnego. Większość rządowych pieniędzy została przeznaczona na zasiłki dla bezrobotnych, ubezpieczenia zdrowotne, kupony żywnościowe dla najbiedniejszych oraz dofinansowanie szkolnictwa i policji.
Plan został przegłosowany w Kongresie w lutym 2009. Został on skorygowany i kosztował ostatecznie 787 mld dol., z czego ok. 300 mld dol. stanowiły ulgi podatkowe dla klasy średniej, 250 mld dol. przeznaczono na pomoc potrzebującym stanom, a 200 mld dol. na modernizację krajowej infrastruktury.

#### Polityka budżetowa
Pod koniec lutego 2009 zapowiedział, że do 2013 deficyt budżetowy zostanie zmniejszony o połowę. W swoim pierwszym przemówieniu przed połączonymi izbami Kongresu wygłoszonym 24 lutego 2009 zapowiedział inwestowanie w edukację i służbę zdrowia oraz odnawialne źródła energii. Jego plan przewidywał podwyższenie podatków – w celu sfinansowania reformy ochrony zdrowia i cięć podatkowych dla biednych – oraz nieznaczny wzrost wydatków na wojsko.
W budżecie na najbliższe 10 lat rząd planował zwiększenie dochodów państwa przez jeszcze większe podwyżki podatków od najzamożniejszych Amerykanów i korporacji, niż Obama zapowiadał podczas kampanii wyborczej. Zwiększone dochody miały posłużyć do sfinansowania planu reformy ochrony zdrowia, aby zapewnić ubezpieczenia medyczne jak największej liczbie obywateli, a w perspektywie wszystkim, a także miały umożliwić obniżenie podatków dla najuboższych.

#### Energetyka
Plan budżetowy Obamy przewidywał również miliardowe dochody od przedsiębiorstw, które miały wykupywać prawa do przekraczających wyznaczone limity emisji gazów cieplarnianych.
Dodatkowe dochody miały sfinansować inwestycje w rozwój alternatywnych wobec ropy naftowej źródeł energii. Nowe źródła energii pozwolą Ameryce bardziej uniezależnić się od importowanej ropy.

#### Krytyka
Senator Judd Gregg ostrzegł, że nadmierny deficyt budżetowy może przyczynić się do bankructwa kraju. Praktycznym następstwem tego planu budżetowego będzie bankructwo USA. Nie da się tego uniknąć. Jeżeli zaakceptujemy propozycje zawarte w tym budżecie na okres dziesięciu lat, ten kraj zbankrutuje. Ludzie przestaną kupować nasz dług, dolar zostanie zdewaluowany. To bardzo poważna sytuacja. Przekażemy naszym dzieciom kraj, na który nas nie stać.

### Nominacje
Dwukrotnie nominował sędziów Sądu Najwyższego USA, którzy otrzymali zatwierdzenie od Senatu. Byli to Sonia Sotomayor (2009) i Elena Kagan (2010). Po śmierci sędziego Antonina Scalii, 16 marca 2016 nominował na opróżnione stanowisko Merricka Garlanda. Senat USA odmówił jednak zatwierdzenia, uznając że powinien go dokonać już nowy prezydent, w 2017 roku.

### Przebieg prezydentury
W styczniu 2009 podpisał tzw. ustawę Lilly Ledbetter ułatwiającą pracownikom zaskarżanie w sądzie dyskryminujących ich pracodawców. Ponadto zakazał stosowania tortur podczas przesłuchań. Zainicjował też proces likwidowania więzienia w Guantánamo, jednak plan ostatecznie się nie powiódł. Za kadencji Obamy został znaleziony i zamordowany Osama bin Laden.

### Polityka międzynarodowa i bezpieczeństwo

#### Wizyty zagraniczne

##### 2009

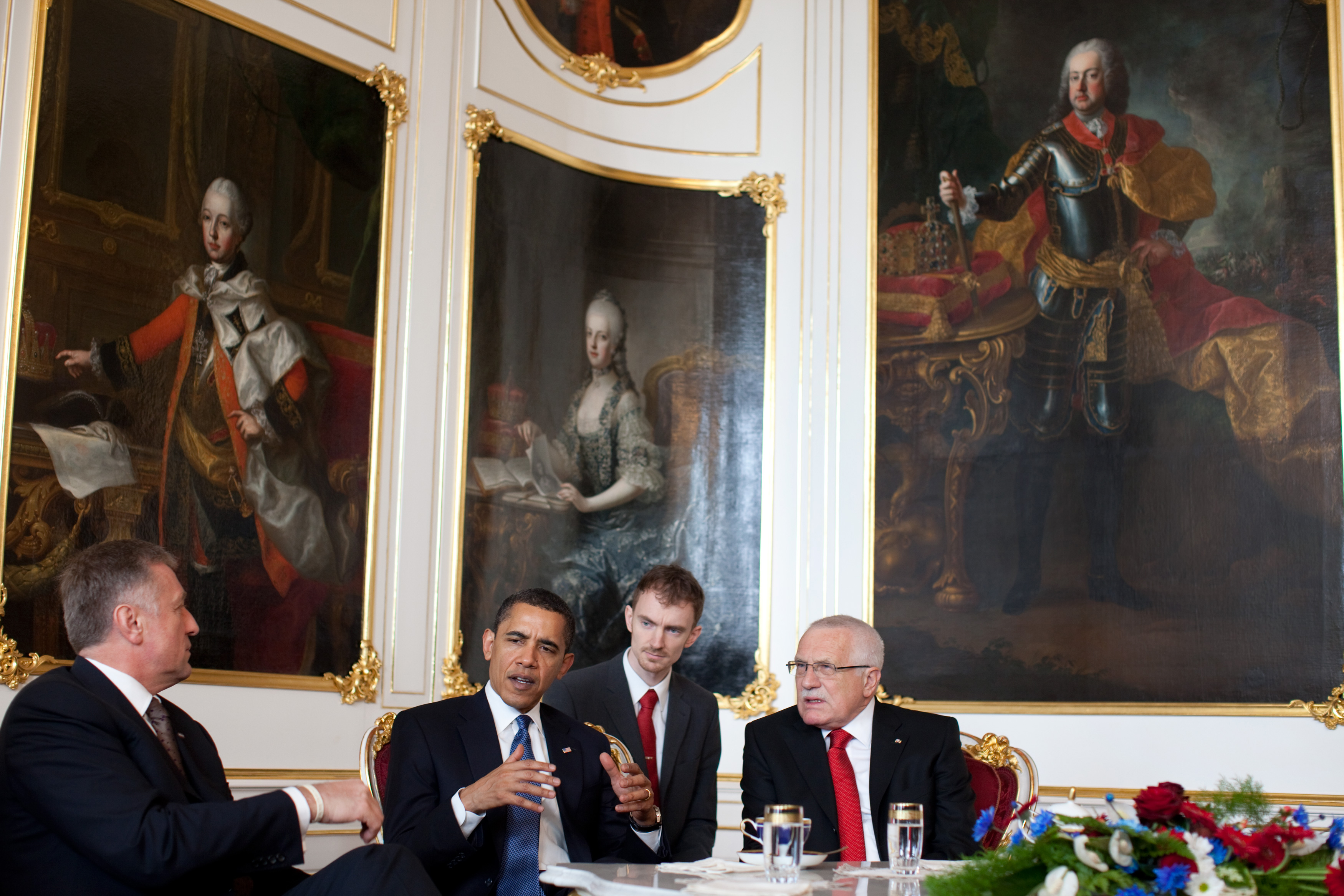
Spotkanie z prezydentem i premierem Czech, 2009

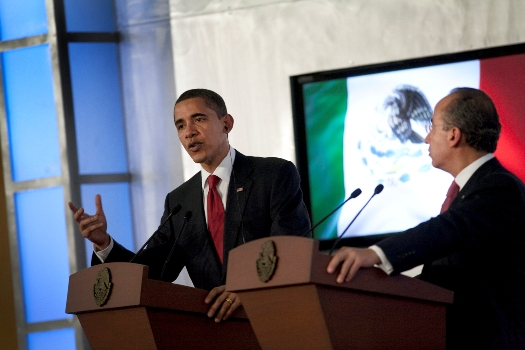
Spotkanie z prezydentem Meksyku, 2009

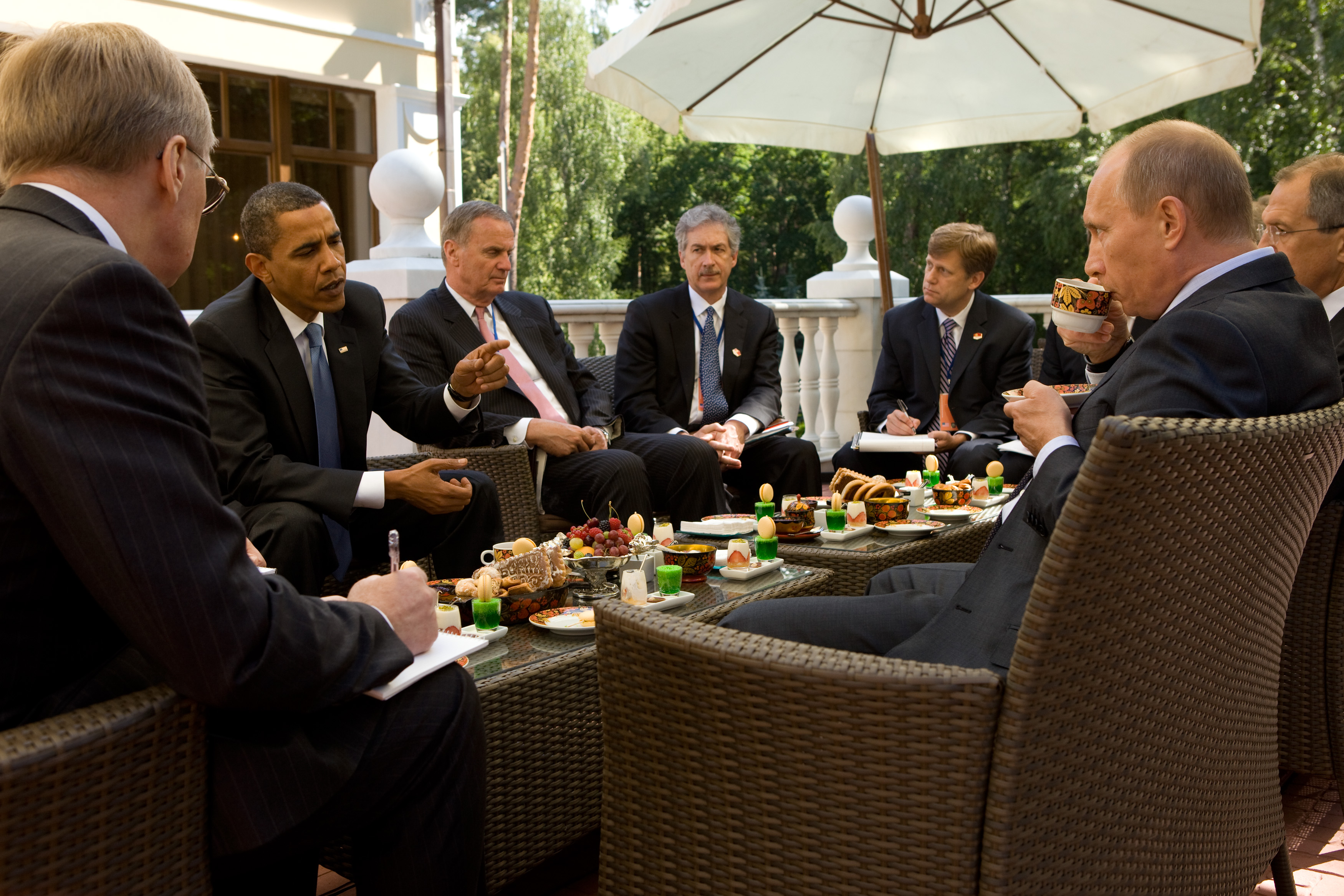
Spotkanie z premierem Rosji, 2009

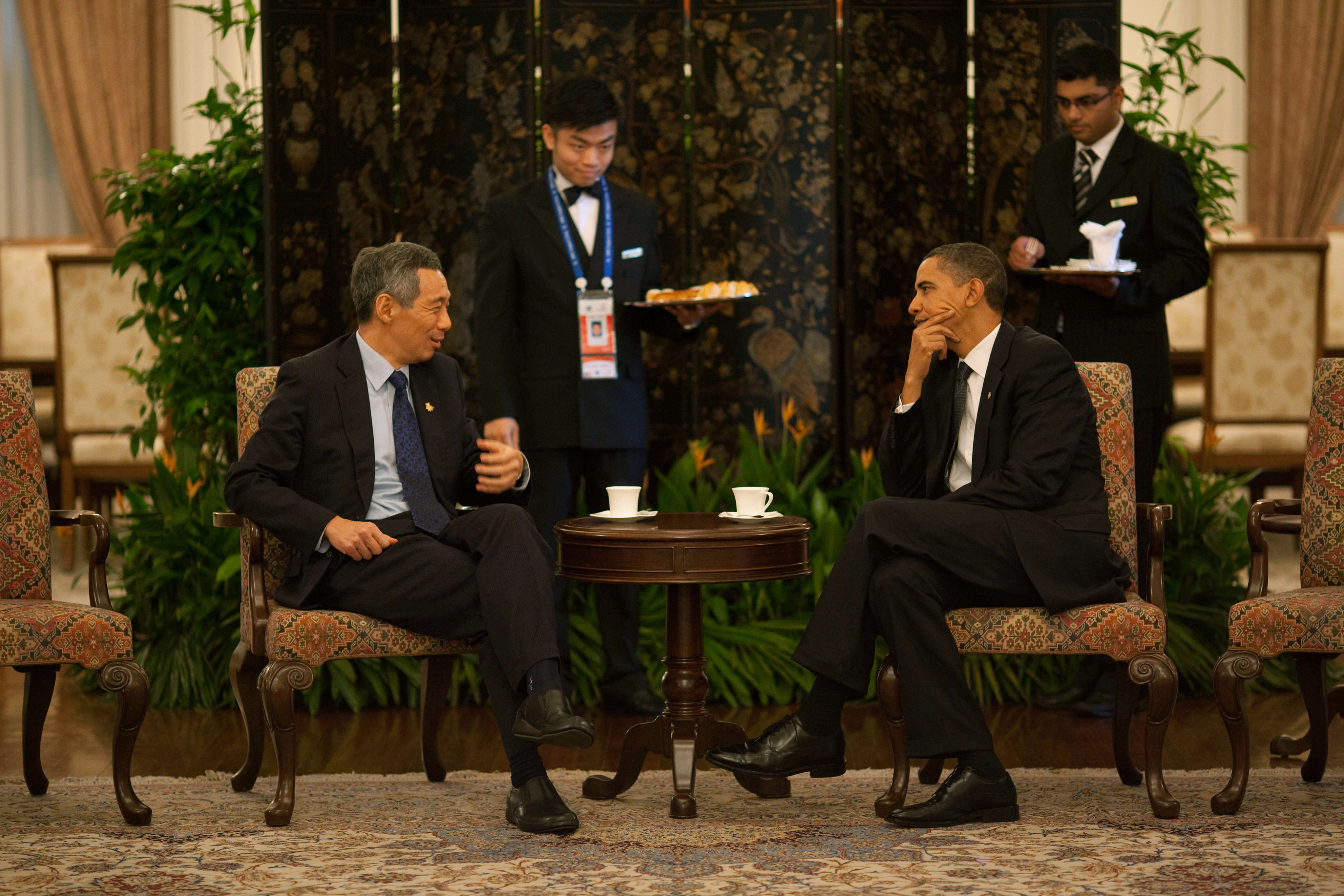
Spotkanie z premierem Singapuru, 2009

| Data                  | Państwo           | Szczegóły |
| --------------------- | ----------------- | --- |
| 19 lutego             | Kanada            | Spotkanie z premierem Stephenem Harperem |
| 31 marca – 3 kwietnia | Wielka Brytania   | Udział w szczycie G20. Spotkanie z premierem Gordonem Brownem i królową Elżbietą II                                                                                                   |
| 3-4 kwietnia          | Francja Niemcy    | Udział w szczycie NATO. |
| 4-5 kwietnia          | Czechy            | Udział w szczycie USA-Unia Europejska. Spotkanie z prezydentem Václavem Klausem i premierem Mirkiem Topolánkiem.                                                                      |
| 5-7 kwietnia          | Turcja            | Spotkanie z premierem Recepem Tayyip Erdoğanem oraz przemówienie w parlamencie. Udział w forum Aliance of Civilisations oraz spotkanie z prawosławnym patriarchą Bartłomiejem.        |
| 7-8 kwietnia          | Irak              | Spotkanie z premierem Nurim al-Malikim oraz żołnierzami amerykańskimi stacjonującymi w Iraku.                                                                                         |
| 16-17 kwietnia        | Meksyk            | Spotkanie z prezydentem Felipe Calderónem. |
| 17-18 kwietnia        | Trynidad i Tobago | Udział w V szczycie państw kontynentu amerykańskich (Summit of Americas). |
| 3-4 czerwca           | Arabia Saudyjska  | Spotkanie z królem Abd Allahem ibn Abd al-Azizem Al Su’udem. |
| 4 czerwca             | Egipt             | Spotkanie z prezydentem Husnim Mubarakiem. Przemówienia na uniwersytecie w Kairze. |
| 4-5 czerwca           | Niemcy            | Wizyta w obozie koncentracyjnym Buchenwald. Spotkanie z amerykańskim personelem wojskowym.                                                                                            |
| 5-7 czerwca           | Francja           | Udział w uroczystościach 65. rocznicy lądowania w Normandii. Spotkanie z prezydentem Francji Nicolasem Sarkozym, premierem UK Gordonem Brownem i premierem Kanady Stephenem Harperem. |
| 6-8 lipca             | Rosja             | Spotkanie z prezydentem Dmitrijem Miedwiediewem i premierem Władimirem Putinem. |
| 8-10 lipca            | Włochy            | Udział w szczycie G8. |
| 10 lipca              | Watykan           | Spotkanie z papieżem Benedyktem XVI. |
| 10-11 lipca           | Ghana             | Spotkanie z prezydentem Johnem Atta-Millsem. Przemówienie w parlamencie. |
| 9-10 sierpnia         | Meksyk            | Udział w spotkaniu przywódców USA, Kanady i Meksyku. |
| 2 października        | Dania             | Spotkanie z premierem Andersem Fogh Rasmussenem. |
| 13-14 listopada       | Japonia           | Spotkanie z premierem Yukio Hatoyamą. |
| 14-15 listopada       | Singapur          | Udział w szczycie APEC. Spotkanie z premierem Lee Hsien Loongiem i prezydentem Indonezji Susilo Bambang Yudhoyono.                                                                    |
| 15-18 listopada       | Chiny             | Spotkanie z przewodniczącym Hu Jintao i premierem Wenem Jiabao. |
| 18-19 listopada       | Korea Południowa  | Spotkanie z prezydentem Lee Myung-bakiem oraz żołnierzami amerykańskimi stacjonującymi w Korei Południowej.                                                                           |
| 9-11 grudnia          | Norwegia          | Udział w ceremonii odebrania Pokojowej Nagrody Nobla. |
| 17-19 grudnia         | Dania             | Udział w konferencji klimatycznej ONZ. |

##### 2010

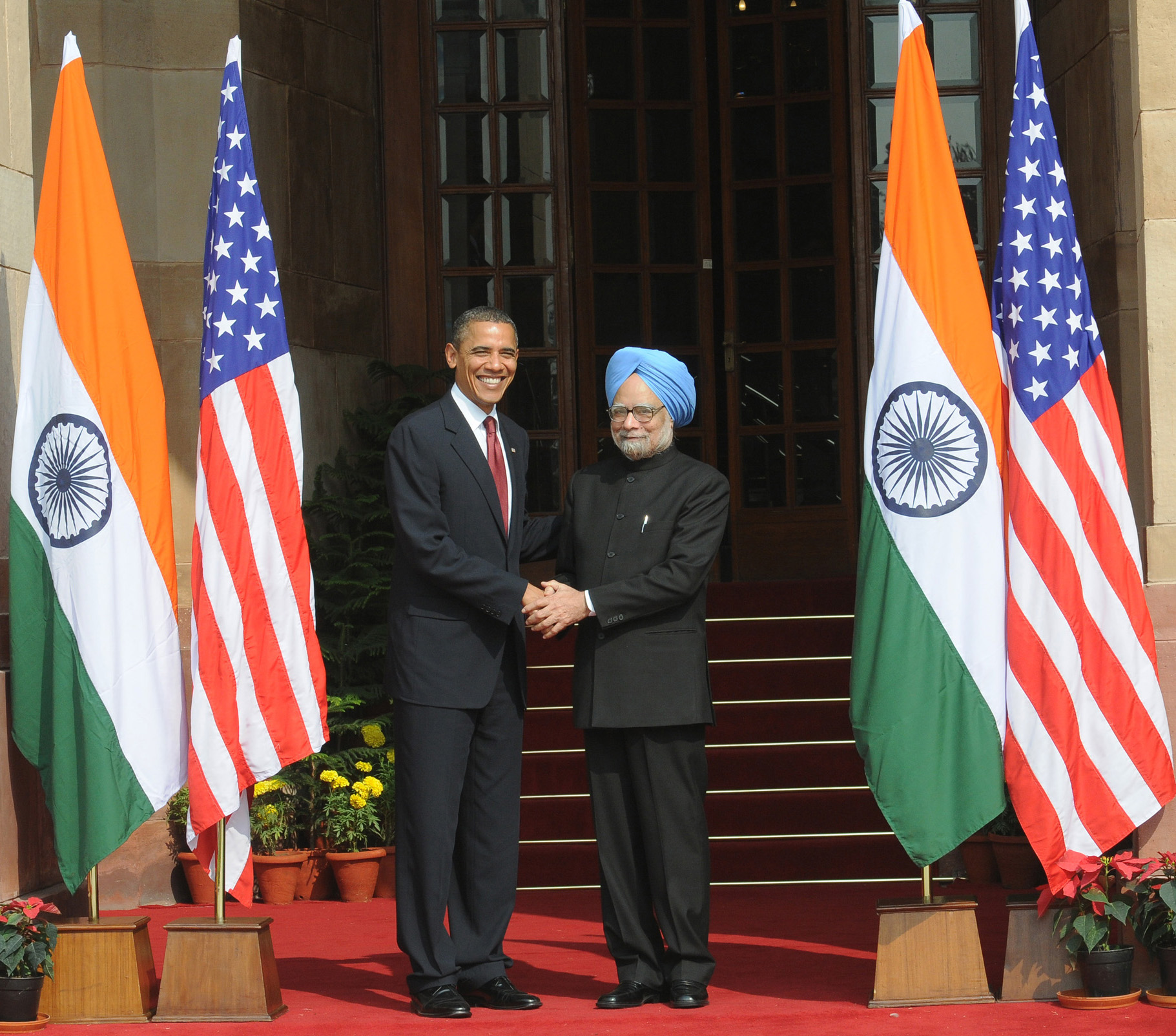
Spotkanie z premierem Indii, 2010

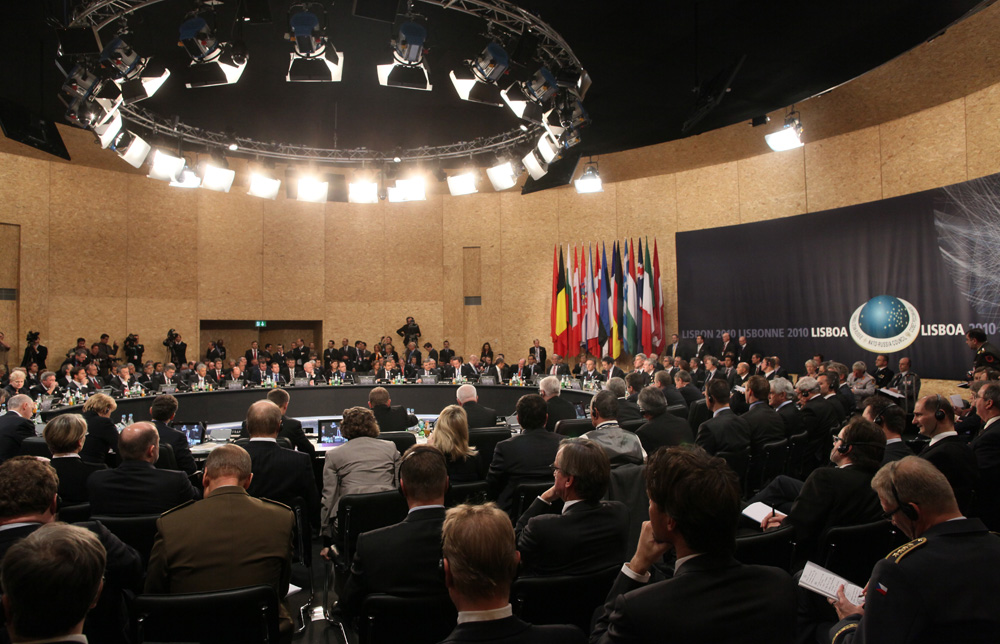
Szczyt NATO w Lizbonie, 2010

| Data            | Państwo          | Szczegóły |
| --------------- | ---------------- | --- |
| 27-28 marca     | Afganistan       | Spotkanie z prezydentem Hamidem Karzajem oraz amerykańskim personelem wojskowym.                                                                                               |
| 8 kwietnia      | Czechy           | Podpisanie amerykańsko-rosyjskiego traktatu o redukcji zbrojeń. Spotkanie z prezydentem Rosji Dmtrijem Miedwiediew. Spotkanie z przywódcami państw Europy Środkowo-Wschodniej. |
| 25-27 czerwca   | Kanada           | Udział w szczytach G8 i G20. |
| 6-9 listopada   | Indie            | Spotkanie z premierem Manmohanem Singhem. Przemówienie w parlamencie. Spotkanie ze środowiskami biznesowymi.                                                                   |
| 9-10 listopada  | Indonezja        | Spotkanie z prezydentem Susilo Bambang Yudhoyono. |
| 10-12 listopada | Korea Południowa | Udział w szczycie G20. Spotkanie z prezydentem Lee Myung-bakiem. |
| 12-14 listopada | Japonia          | Udział w szczycie APEC. Spotkanie z premierem Naoto Kanem. |
| 19-20 listopada | Portugalia       | Udział w szczycie NATO. |
| 3 grudnia       | Afganistan       | Spotkanie z amerykańskim personelem wojskowym i dyplomatycznym. |

##### 2011

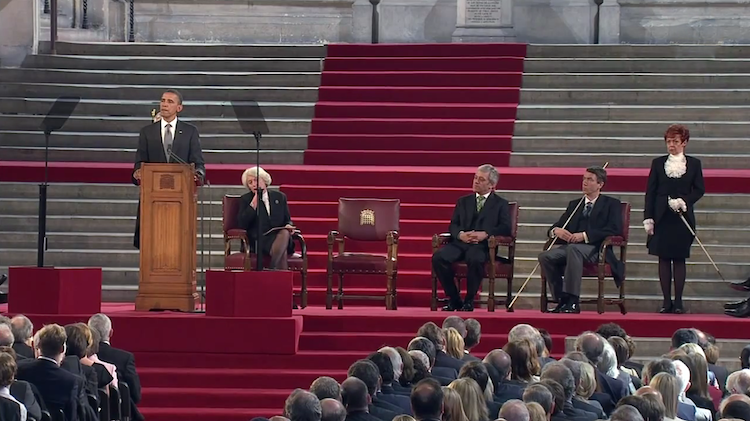
Przemówienie w Pałacu Westminsterskim, 2011

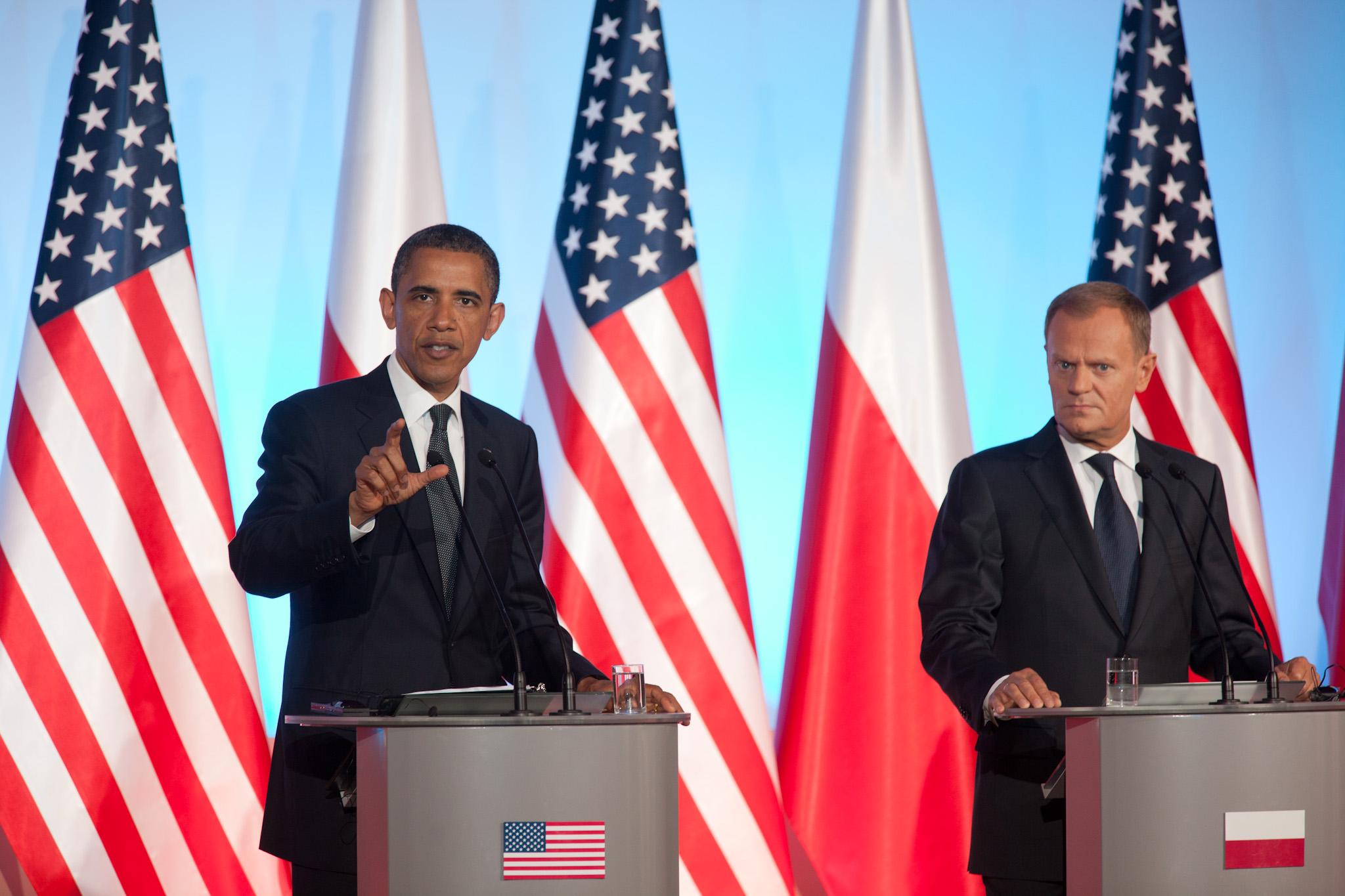
Spotkanie z premierem Polski, 2011

| Data            | Państwo         | Szczegóły |
| --------------- | --------------- | --- |
| 19-21 marca     | Brazylia        | Spotkanie z prezydent Dilmą Rousseff.                                                                                           |
| 21-22 marca     | Chile           | Spotkanie z prezydentem Sebastiánem Piñerą.                                                                                     |
| 22-23 marca     | Salwador        | Spotkanie z prezydentem Mauricio Funesem.                                                                                       |
| 23 maja         | Irlandia        | Spotkanie z prezydent Mary McAleese i premierem Endą Kennym.                                                                    |
| 23-26 maja      | Wielka Brytania | Spotkanie z królową Elżbietą II, premierem Davidem Cameronem oraz liderem opozycji Edem Milibandem. Przemówienie w parlamencie. |
| 26-27 maja      | Francja         | Udział w szczycie G8. |
| 27-28 maja      | Polska          | Udział w spotkaniu prezydentów państw Europy Środkowej. Spotkanie z premierem Donaldem Tuskiem.                                 |
| 3-4 listopada   | Francja         | Udział w szczycie G20. |
| 16-17 listopada | Australia       | Spotkanie z premier Julią Gillard. Przemówienie w parlamencie.                                                                  |
| 17-19 listopada | Indonezja       | Udział w szczycie ASEAN oraz 6. szczycie Azji Wschodniej.                                                                       |

##### 2012

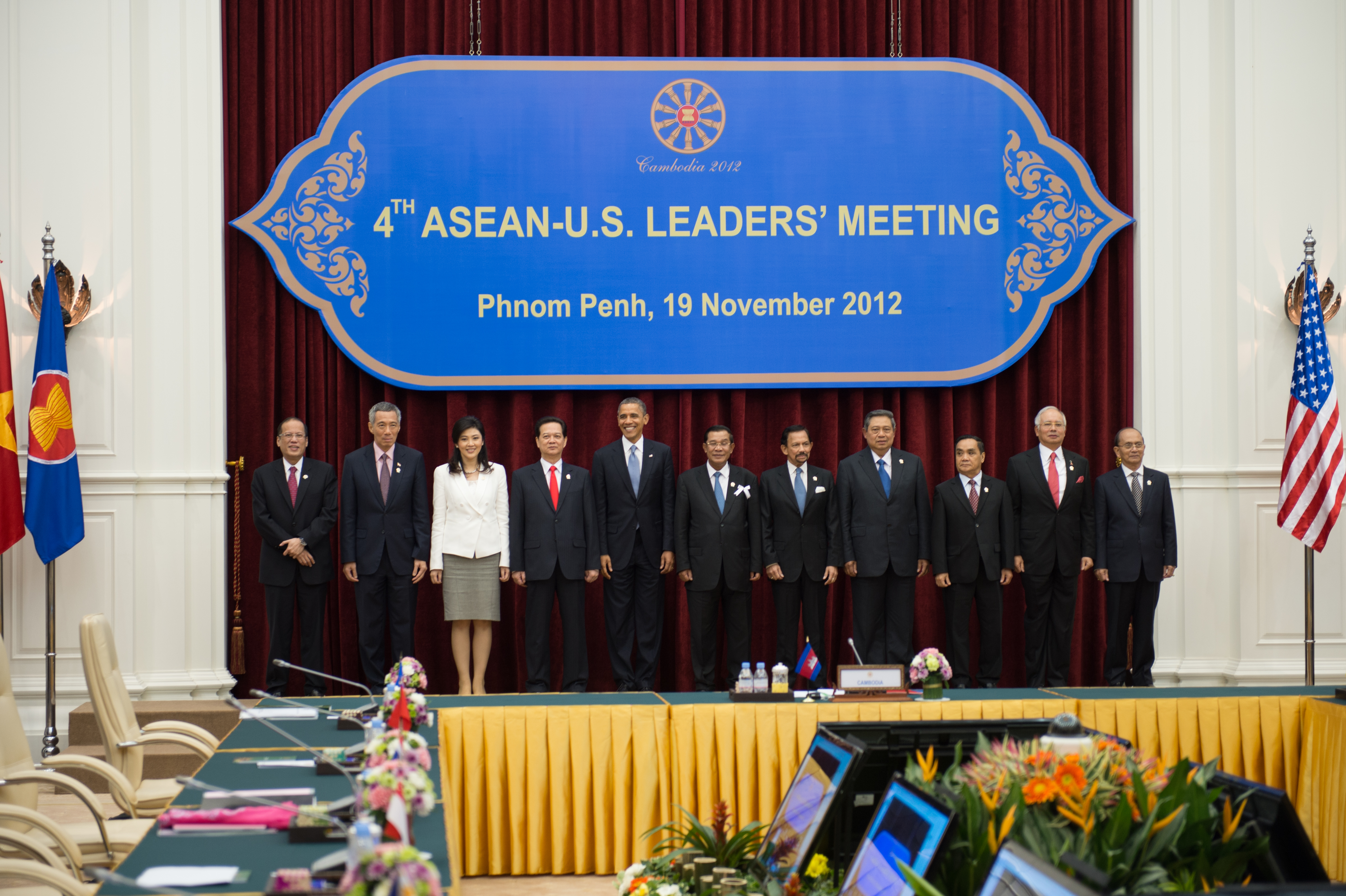
Barack Obama podczas szczytu ASEAN, 2012

| Data            | Państwo          | Szczegóły                                                                                                 |
| --------------- | ---------------- | --- |
| 25-27 marca     | Korea Południowa | Udział w szczycie bezpieczeństwa jądrowego.                                                               |
| 13-15 kwietnia  | Kolumbia         | Udział w 6. szczycie państw amerykańskich. Podpisanie porozumienia o wolnym handlu między USA a Kolumbią. |
| 1-2 maja        | Afganistan       | Spotkanie z prezydentem Hamidem Karzaiem. Spotkanie z amerykańskimi żołnierzami.                          |
| 17-19 czerwca   | Meksyk           | Udział w spotkaniu przywódców państw G20.                                                                 |
| 18-19 listopada | Tajlandia        | Spotkanie z królem Bhumibolem Adulyadejem i premier Yingluck Shinawatrą.                                  |
| 19 listopada    | Birma            | Spotkanie z prezydentem Thein Seinem i liderką opozycji Aung San Suu Kyi.                                 |
| 19-20 listopada | Kambodża         | Udział w szczytach Azji Wschodniej i ASEAN.                                                               |

##### 2013

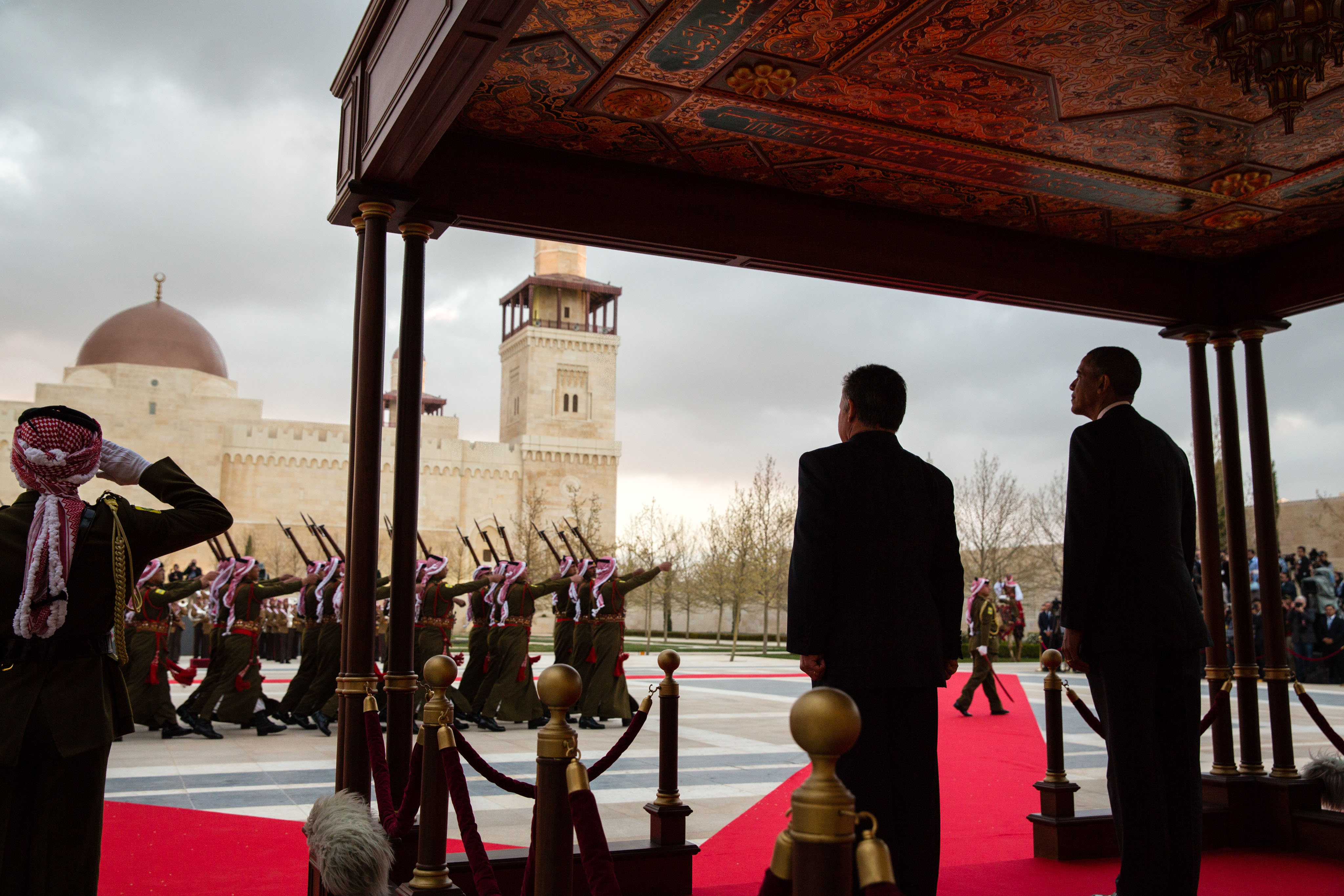
Ceremonia powitania w Ammanie, 2013

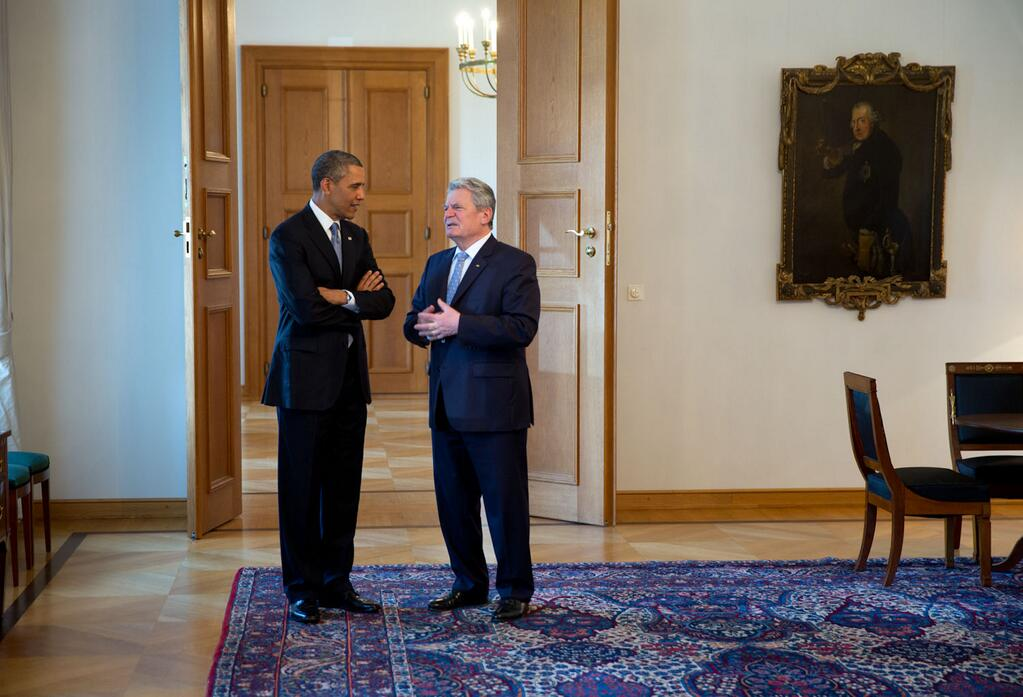
Spotkanie z prezydentem Niemiec, 2013

| Data                 | Państwo           | Szczegóły |
| -------------------- | ----------------- | --- |
| 20-22 marca          | Izrael            | Spotkanie z prezydentem Szimonem Peresem i premierem Binjaminem Netanjahu. Wizyta w muzeum Jad Waszem.       |
| 21-22 marca          | Palestyna         | Spotkanie z prezydentem Mahmudem Abbasem i premierem Salamem Fajjadem.                                       |
| 22-23 marca          | Jordania          | Spotkanie z królem Abd Allahem II.                                                                           |
| 2-3 maja             | Meksyk            | Spotkanie z prezydentem Enrique Peñą Nieto.                                                                  |
| 3-4 maja             | Kostaryka         | Spotkanie z prezydent Laurą Chinchillą i prezydentami państw Systemu Integracji Środkowoamerykańskiej.       |
| 17-18 czerwca        | Wielka Brytania   | Udział w szczycie G8.                                                                                        |
| 18-19 czerwca        | Niemcy            | Spotkanie z prezydentem Joachimem Gauckiem i kanclerz Angelą Merkel. Przemówienie przed Bramą Brandenburską. |
| 26-28 czerwca        | Senegal           | Spotkanie z prezydentem Macky Sallem.                                                                        |
| 28 czerwca – 1 lipca | Południowa Afryka | Spotkanie z prezydentem Jacobem Zumą. Przemówienie na uniwersytecie w Kapsztadzie. Wizyta na Robbeneiland.   |
| 1-2 lipca            | Tanzania          | Spotkanie z prezydentem Jakayę Kikwete. Spotkanie z przedstawicielami biznesu.                               |
| 4-5 września         | Szwecja           | Spotkanie z przywódcami państw nordyckich.                                                                   |
| 5-6 września         | Rosja             | Udział w szczycie G20.                                                                                       |
| 7-10 grudnia         | Południowa Afryka | Udział w uroczystościach pogrzebowych Nelsona Mandeli.                                                       |

##### 2014

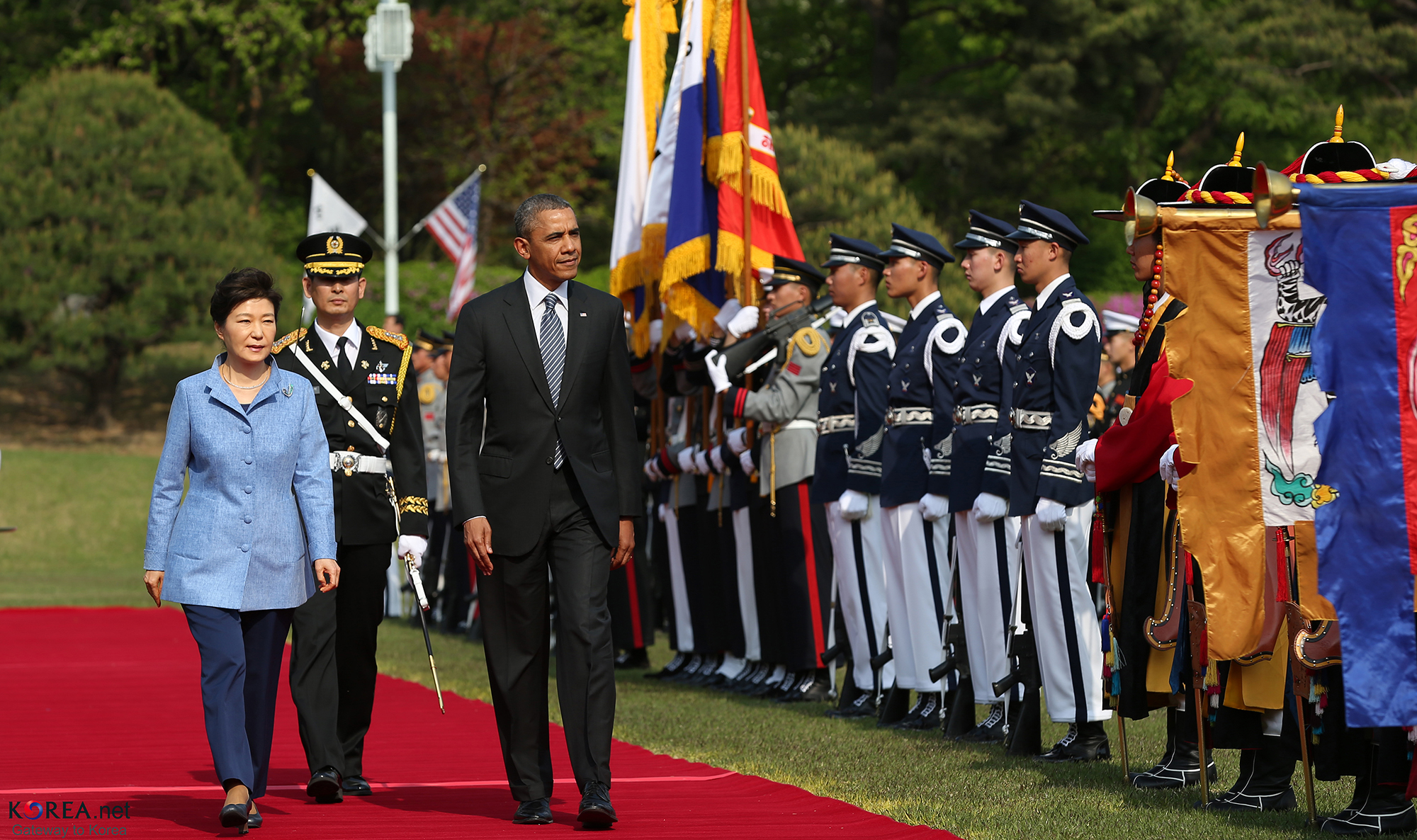
Spotkanie z prezydent Korei Południowej, 2014

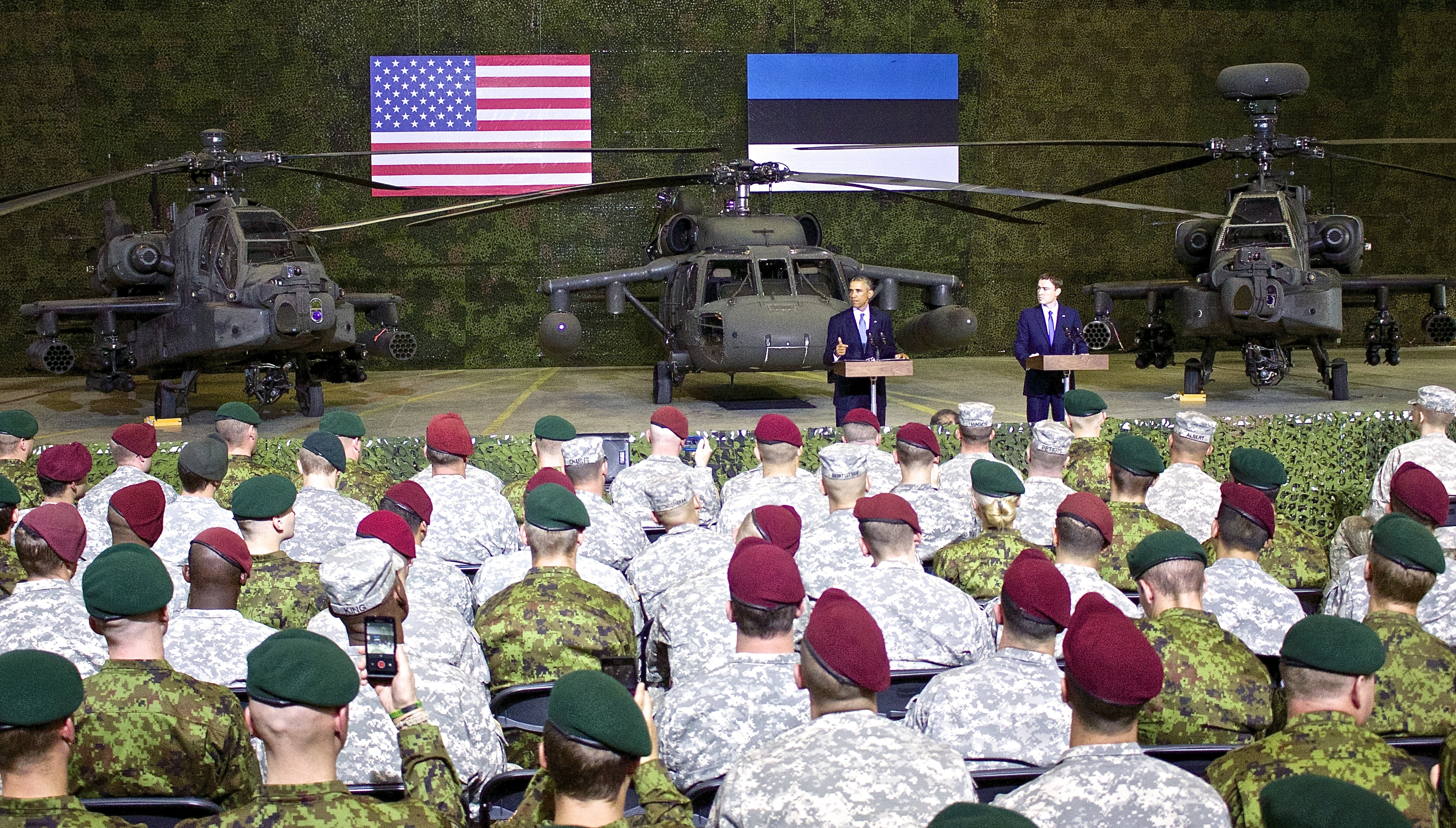
Spotkanie z premierem Estonii, 2014

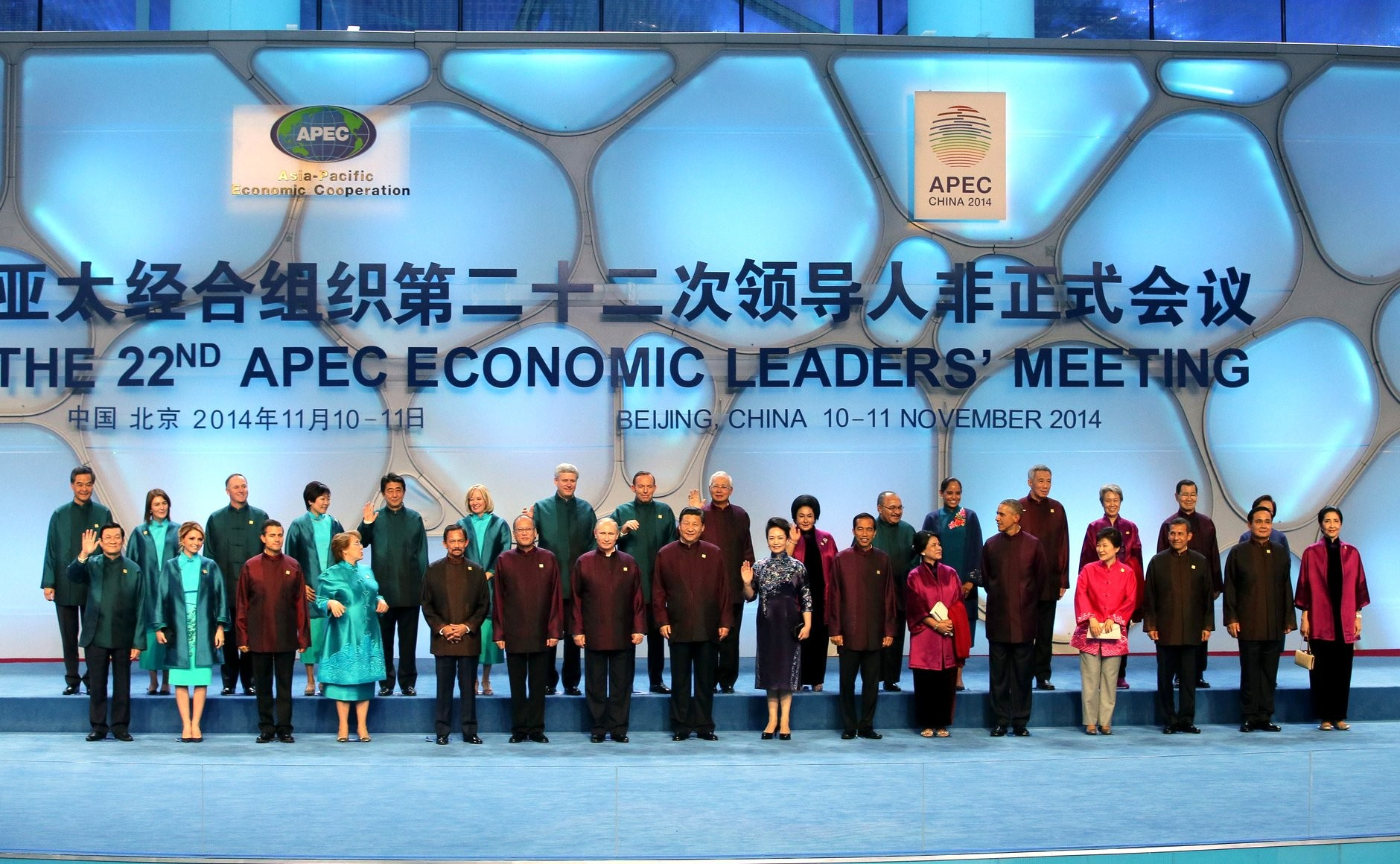
Szczyt APEC w Pekinie, 2014

| Data            | Państwo          | Szczegóły |
| --------------- | ---------------- | --- |
| 19 lutego       | Meksyk           | Spotkanie z przywódcami Kanady i Meksyku (North American Leaders' Summit). |
| 24-25 marca     | Holandia         | Udział w szczycie bezpieczeństwa jądrowego. Udział w spotkaniu G7 |
| 25-26 marca     | Belgia           | Udział w szczycie UE-USA. Spotkanie z sekretarzem generalnym NATO. Spotkanie z królem Filipem i premierem Elio Di Rupo                                                                        |
| 27 marca        | Watykan          | Spotkanie z papieżem Franciszkiem. |
| 27 marca        | Włochy           | Spotkanie z prezydentem Giorgio Napolitano i premierem Matteo Renzim. |
| 28 marca        | Arabia Saudyjska | Spotkanie z królem Abd Allah ibn Abd al-Aziz Al Su’ud. |
| 23-25 kwietnia  | Japonia          | Spotkanie z cesarzem Akihito i premierem Shinzō Abe. |
| 25-26 kwietnia  | Korea Południowa | Spotkanie z prezydent Park Geun-hye. |
| 26-28 kwietnia  | Malezja          | Spotkanie z premierem Najib Razakem i królem Tuanku Abdul Halimem. |
| 28-29 kwietnia  | Filipiny         | Spotkanie z prezydentem Benigno Aquino III. |
| 25-26 maja      | Afganistan       | Spotkanie z żołnierzami amerykańskimi. |
| 3-4 czerwca     | Polska           | Udział w uroczystościach 25-lecia wyborów 4 czerwca. Spotkanie z premierem Donaldem Tuskiem i prezydentem Bronisławem Komorowskim. Spotkanie z prezydentem-elektem Ukrainy Petrem Poroszenką. |
| 4-5 czerwca     | Belgia           | Udział w spotkaniu G7. |
| 5-6 czerwca     | Francja          | Udział w uroczystościach 70-lecia D-Day. Spotkanie z prezydentem Françoisem Hollandem. |
| 3-4 września    | Estonia          | Spotkanie z prezydentami państw bałtyckich. Spotkanie z premierem Taavi Rõivasem. Spotkanie z żołnierzami amerykańskimi.                                                                      |
| 4-5 września    | Wielka Brytania  | Udział w szczycie NATO. |
| 10-12 listopada | Chiny            | Udział w szczycie APEC. Spotkanie z przewodniczącym Xi Jinpingem i premierem Li Keqiangem. Spotkanie z premierem Australii Tonym Abottem i prezydentem Indonezji Joko Widodo.                 |
| 12-15 listopada | Mjanma           | Udział w szczycie ASEAN i szczycie Azji Wschodniej. Spotkanie z prezydentem Thein Seinem i liderką opozycji Aung San Suu Kyi.                                                                 |
| 15-16 listopada | Australia        | Udział w spotkaniu G20. Spotkanie z premierem Tonym Abottem i premierem Japonii Shinzo Abe. Przemówienie na University of Queensland.                                                         |

##### 2015

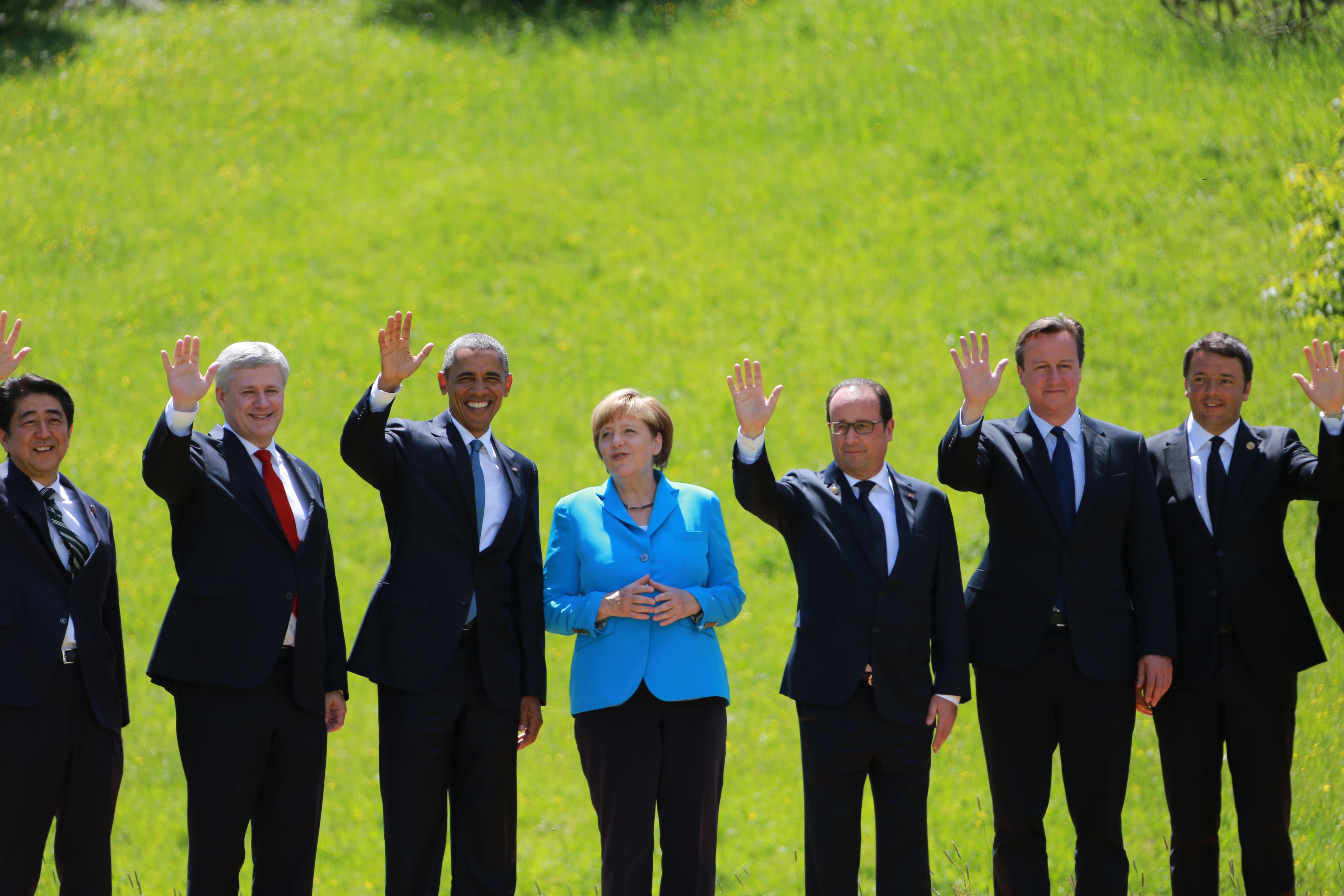
Szczyt G7, 2015

| Data                     | Państwo          | Szczegóły |
| ------------------------ | ---------------- | --- |
| 25-27 stycznia           | Indie            | Spotkanie z premierem Narendrą Modim. Udział w obchodach święta narodowego – Dnia Republiki. |
| 27 stycznia              | Arabia Saudyjska | Spotkanie z królem Salmanem. |
| 9-10 kwietnia            | Jamajka          | Spotkanie z premier Portią Simpson-Miller. |
| 10-11 kwietnia           | Panama           | Udział w szczycie Ameryk. Spotkanie z prezydentem Kuby Raulem Castro. |
| 7-8 czerwca              | Niemcy           | Udział w szczycie G7. |
| 24-26 lipca              | Kenia            | Spotkanie z prezydentem Uhuru Kenyattą. Udział w szczycie gospodarczym. |
| 26-28 lipca              | Etiopia          | Spotkanie z premierem Hajle Marjamem Desalegnem. Przemówienie w siedzibie Unii Afrykańskiej |
| 14-17 listopada          | Turcja           | Udział w szczycie G20. |
| 17-20 listopada          | Filipiny         | Udział w spotkaniu gospodarczym APEC. Spotkanie z prezydentem Filipin Benigno Aquino III. Spotkania z premierami Australii, Japonii i Kanady. Spotkanie z przywódcami państw Partnerstwa Transpacyficznego i Sojusz Pacyficznego. |
| 20-22 listopada          | Malezja          | Udział w szczycie ASEAN i szczycie Azji Wschodniej. Spotkania z premierami Laosu i Singapuru. |
| 29 listopada – 1 grudnia | Francja          | Udział w konferencji klimatycznej ONZ. |

##### 2016

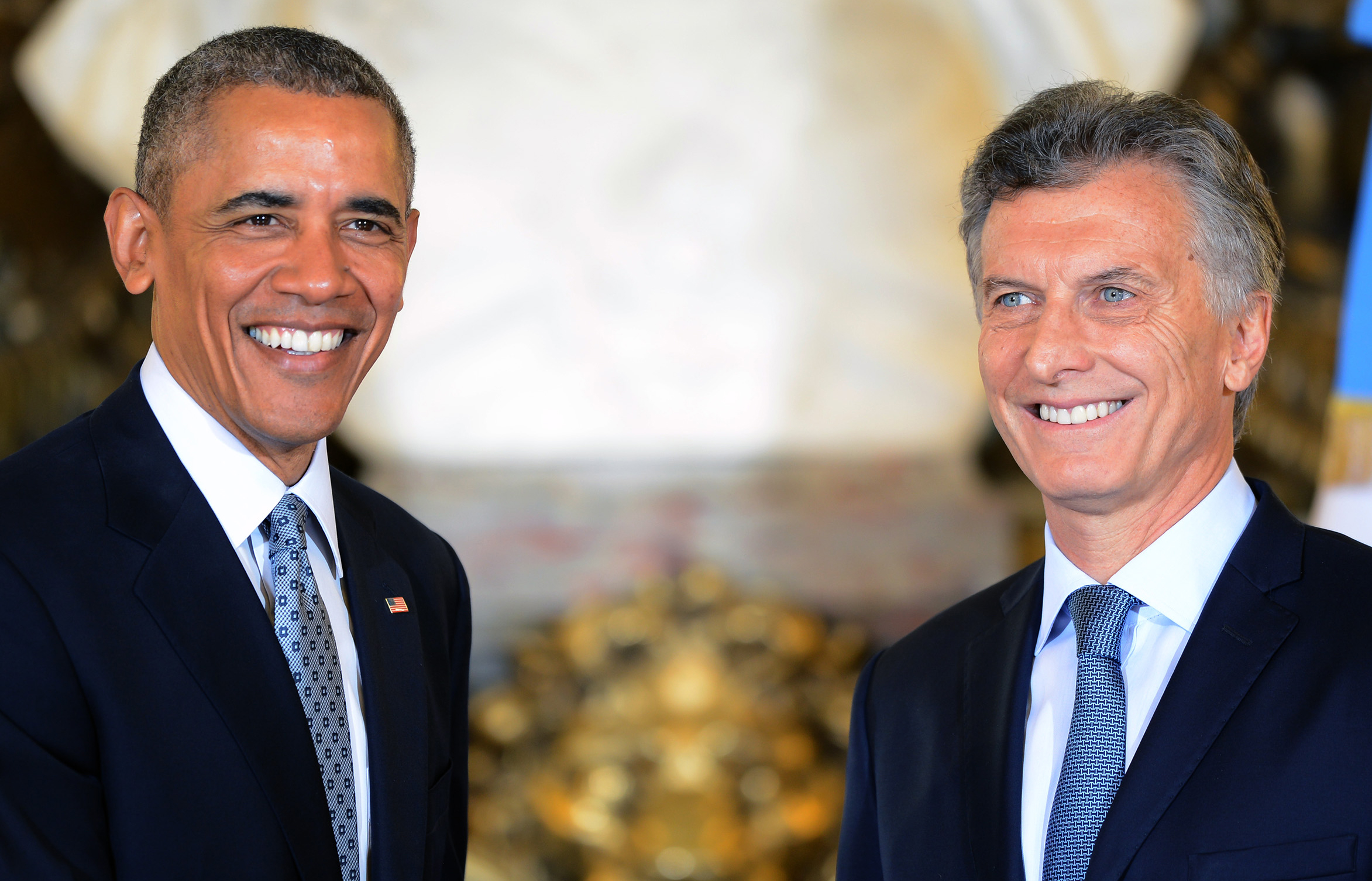
Spotkanie z prezydentem Argentyny, 2016

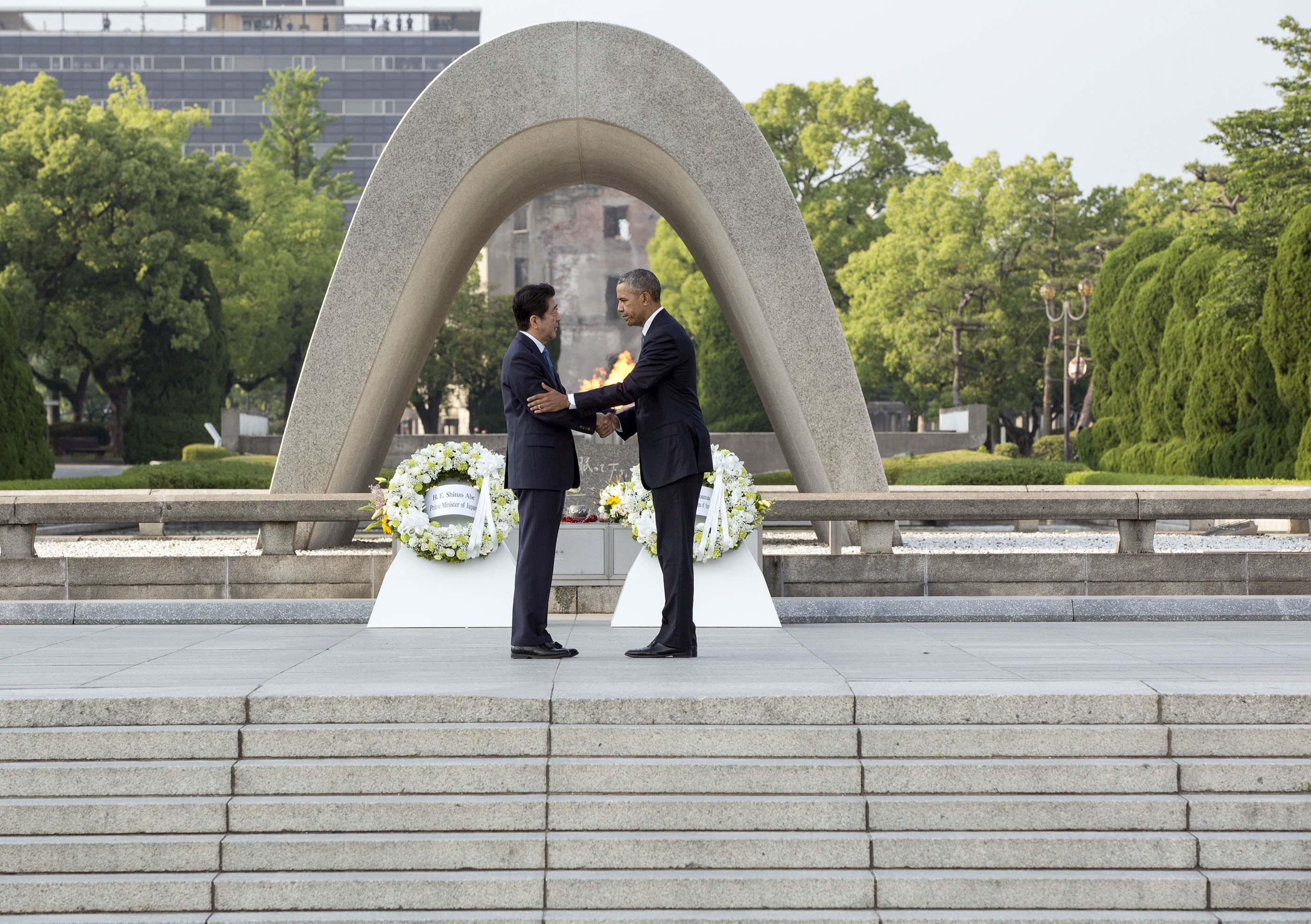
Wizyta w Hiroszimie, 2016

| Data               | Państwo          | Szczegóły |
| ------------------ | ---------------- | --- |
| 20-22 marca        | Kuba             | Spotkanie z prezydentem Raulem Castro.                                                                                          |
| 23-24 marca        | Argentyna        | Spotkanie z prezydentem Mauricio Macrim.                                                                                        |
| 20-21 kwietnia     | Arabia Saudyjska | Udział w spotkaniu Rady Współpracy Zatoki Perskiej. Spotkanie z królem Salmanem.                                                |
| 21-24 kwietnia     | Wielka Brytania  | Spotkanie z premierem Davidem Cameronem oraz królową Elżbietą II i księciem Filipem.                                            |
| 24-25 kwietnia     | Niemcy           | Udział w targach Hannover Messe. Spotkanie z przywódcami Niemiec, Francji, Wielkiej Brytanii i Włoch.                           |
| 22-25 maja         | Wietnam          | Spotkanie z przywódcami politycznymi kraju. Spotkanie z przedstawicielami środowisk biznesowych i pozarządowych.                |
| 25-27 maja         | Japonia          | Udział w spotkaniu G7. Spotkanie z premierem Shinzo Abe. Oddanie hołdu ofiarom ataku atomowego w Hiroshima Peace Memorial Park. |
| 29 czerwca         | Kanada           | Spotkanie z premierem Kanady Justinem Trudeau i prezydentem Meksyku Enrique Peñą Nieto. Przemówienie w parlamencie.             |
| 8-9 lipca          | Polska           | Udział w szczycie NATO. |
| 9-10 lipca         | Hiszpania        | Spotkanie z premierem Mariano Rajoyem. Spotkanie z amerykańskim personelem wojskowym w bazie Naval Station Rota.                |
| 3-5 września       | Chiny            | Udział w spotkaniu G20. |
| 5-8 września       | Laos             | Udział w szczycie ASEAN i szczycie Azji Wschodniej.                                                                             |
| 29-30 września     | Izrael           | Udział w uroczystościach pogrzebowych Szimona Peresa.                                                                           |
| 15-16 października | Grecja           | Spotkanie z premierem Aleksisem Tsiprasem oraz prezydentem Prokopisem Pavlopoulosem.                                            |
| 16-18 listopada    | Niemcy           | Spotkanie z przywódcami Niemiec, Francji, Wielkiej Brytanii i Włoch.                                                            |
| 18-20 listopada    | Peru             | Udział w szczycie APEC. Spotkanie z prezydentem Pedro Pablo Kuczynskim.                                                         |

#### Polityka bezpieczeństwa

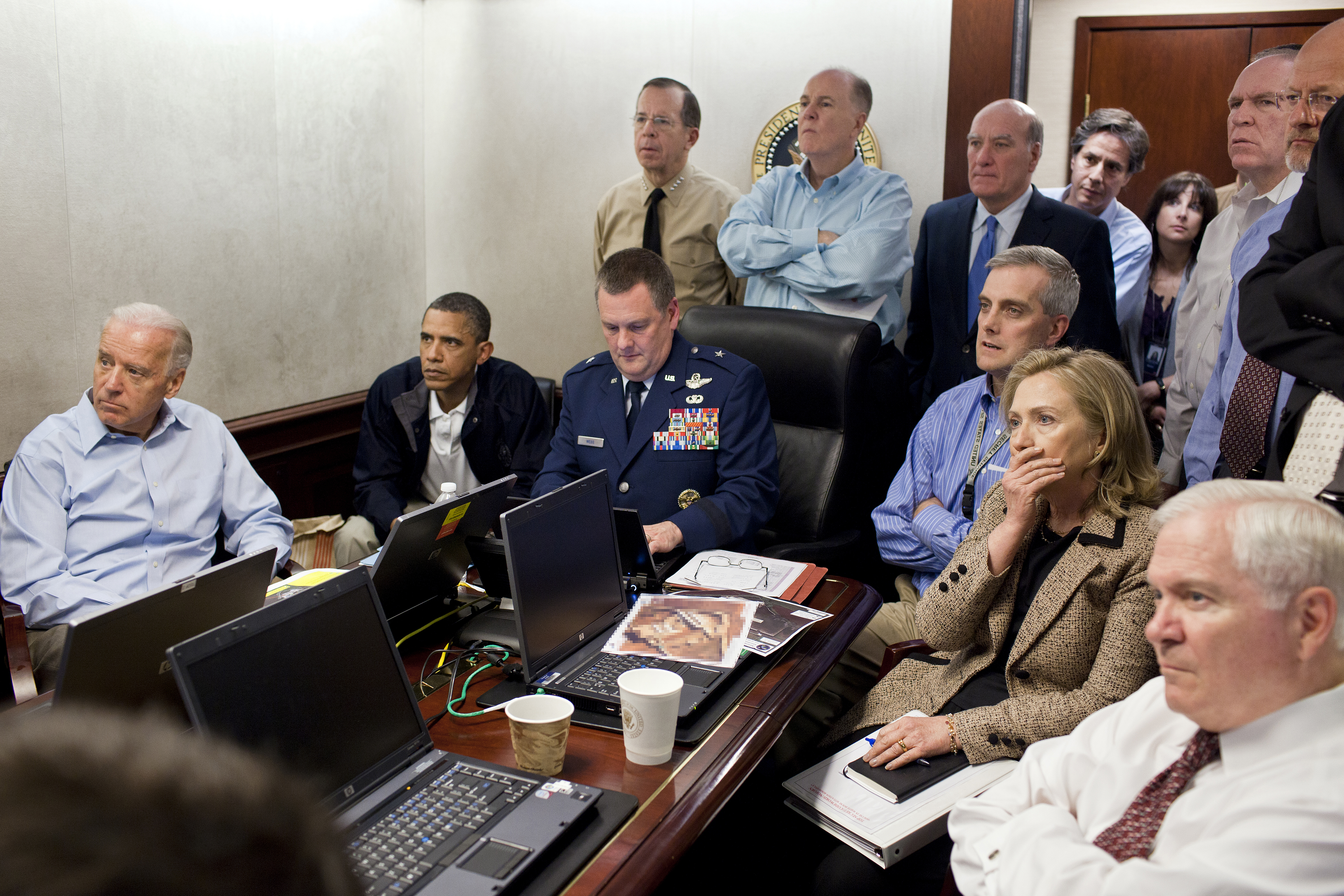
Wraz z Joe Bidenem i Hillary Clinton obserwujący postępy operacji Neptune Spear, zakończonej śmiercią Usamy ibn Ladina (2011)

Podczas swojej pierwszej wizyty w Rosji, prezydenci Rosji i USA podpisali porozumienie o redukcji broni jądrowej. Oba kraje zredukują liczbę głowic bojowych do 1500-1675, a systemów przenoszenia – do 500-1110 w ciągu siedmiu lat od wejścia w życie nowego traktatu.
Prezydenci USA i Rosji zadeklarowali gotowość współpracy w dziedzinie obrony przeciwrakietowej.

## Koniec prezydentury i dalsze lata

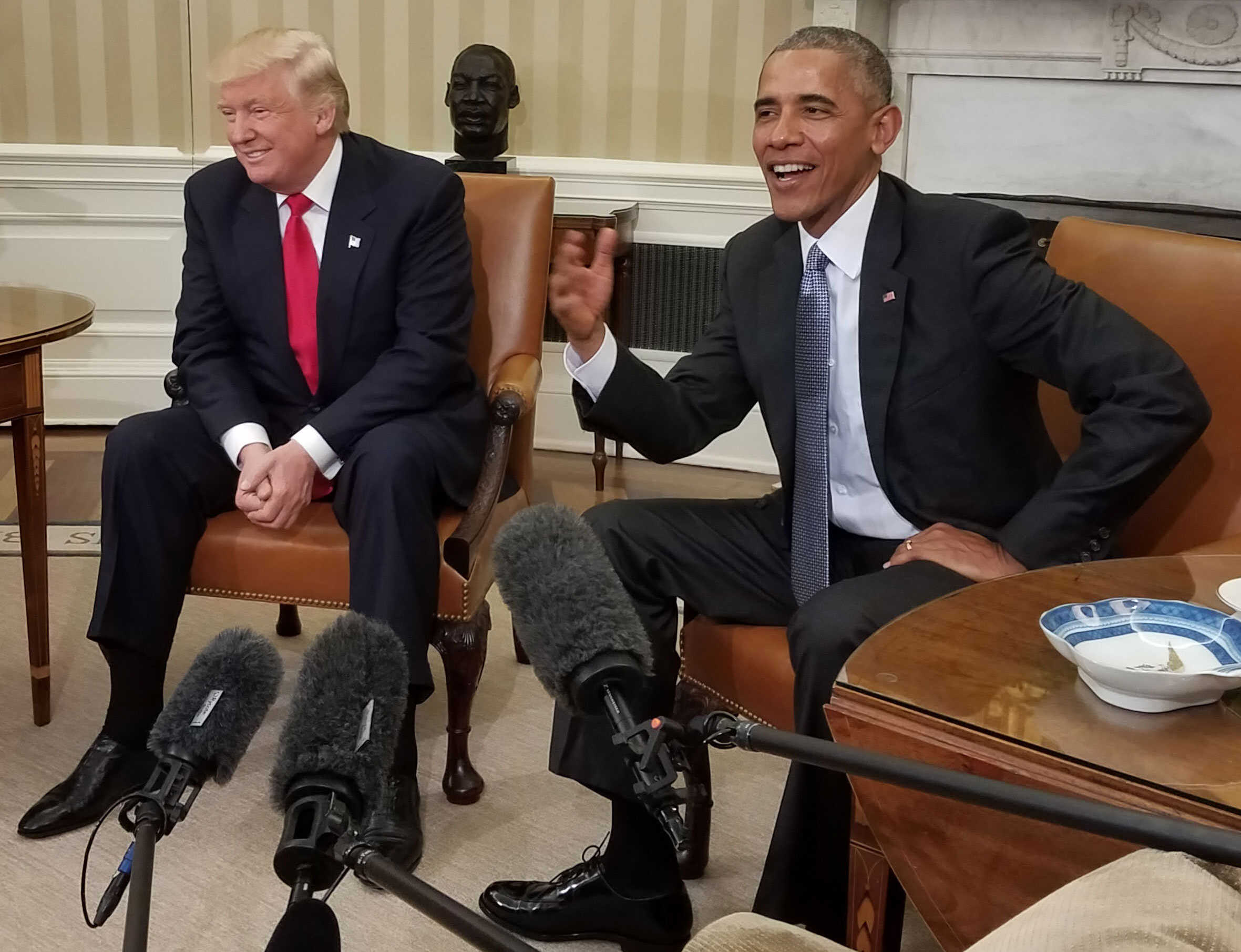
Prezydent Barack Obama ze swoim następcą, Donaldem Trumpem

Zgodnie z konstytucją nie mógł ubiegać się o trzecią kadencję, dlatego w wyborach prezydenckich 2016 poparł kandydaturę Hillary Clinton (byłej sekretarz stanu w jego administracji), która była jego konkurentką o nominację w 2008. Po zwycięstwie Donalda Trumpa pogratulował mu zwycięstwa i 10 listopada 2016 przyjął go w Białym Domu. Spotkanie to zapoczątkowało proces przejęcia władzy prezydenckiej przez Trumpa. W listopadzie 2016 po raz ostatni wręczył Medal Wolności. Ten sam medal w styczniu 2017 wręczył wiceprezydentowi Joemu Bidenowi. 10 stycznia 2017 w Chicago po raz ostatni przemówił do swoich zwolenników, a siedem dni później dokonał ułaskawienia Chelsea Manning, skazanej w 2013 (wówczas jako Bradley Manning) na 35 lat więzienia za wyniesienie tajnych dokumentów amerykańskich, opublikowanych później przez WikiLeaks. 20 stycznia 2017, uczestnicząc w zaprzysiężeniu swojego następcy, zakończył urząd prezydenta Stanów Zjednoczonych.
W 2018 wraz z żoną założył firmę producencką Higher Ground Productions, która podpisała z platformą Netflix długoterminowy kontrakt na dostarczanie serwisowi własnych treści.

## Życie prywatne

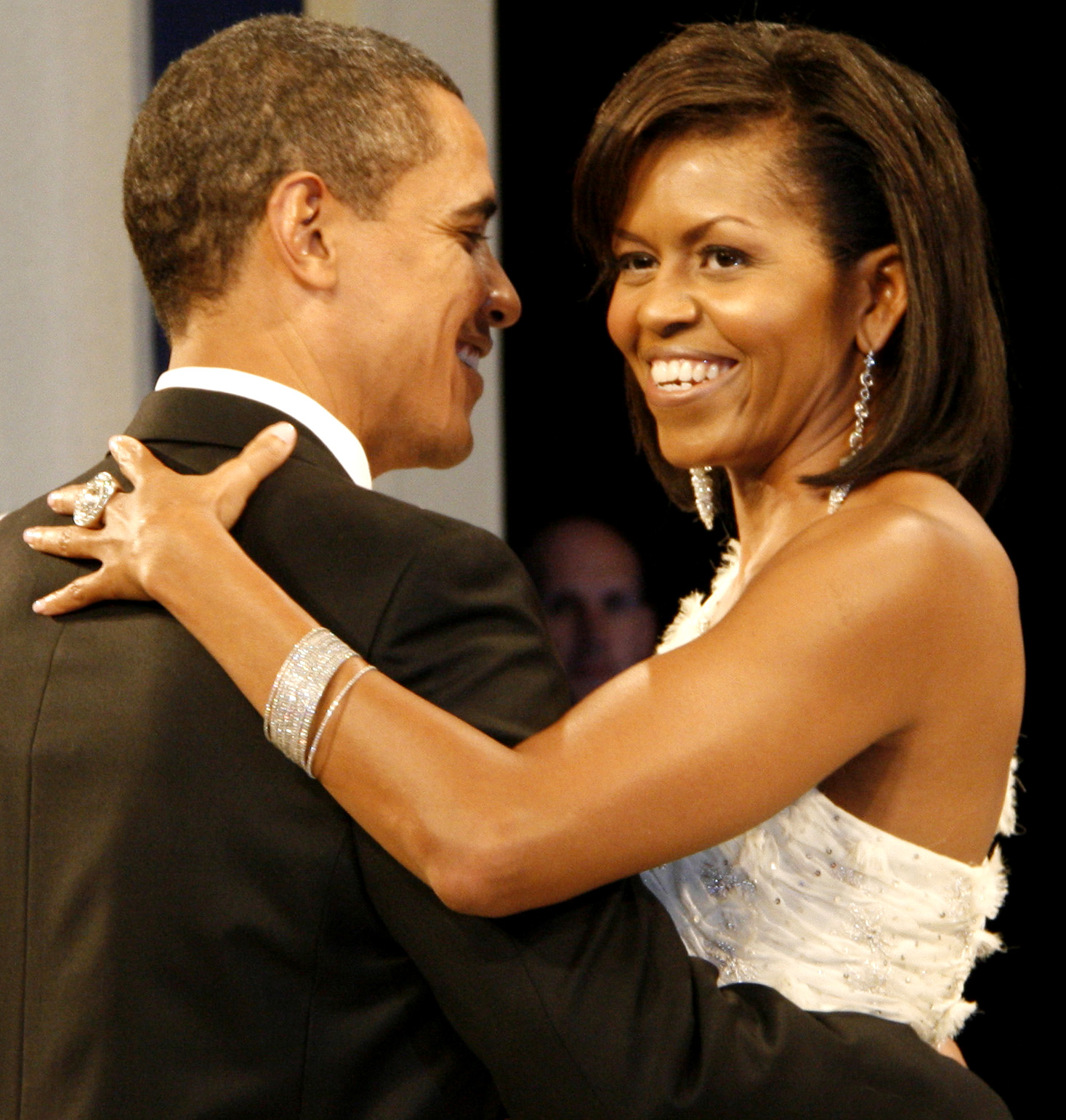
Barack i Michelle Obamowie (2009)

Swoją przyszłą żonę, Michelle Robinson, poznał w 1988 w firmie prawniczej Sidley & Austin w Chicago, w której początkowo była opiekunką wakacyjnych praktyk Obamy, a w późniejszym okresie zaczęła z nim pracować, wspierając jego działalność społeczną. Choć Robinson początkowo nie zgadzała się na bardziej prywatną znajomość, latem tego samego roku zaczęli się spotykać, 31 lipca 1991 się zaręczyli, a w październiku 1992 wzięli ślub. Mają dwie córki: Malię Ann (ur. 1998) i Natashę Marian „Sashę” (ur. 2001). W 2018 Michelle Obama oświadczyła, że dzieci, które ma z Barackiem Obamą, urodziły się w wyniku procedury in vitro.
Obama jest protestantem, choć jego stanowisko w wielu kwestiach (np. aborcji) jest sprzeczne z nauczaniem wielu konserwatywnych wspólnot protestanckich, w szczególności kościołów ewangelikalnych. Przez 20 lat był członkiem Zjednoczonego Kościoła Chrystusa (United Church of Christ, chrzest przyjął w 1988), jednak w trakcie kampanii wyborczej wystąpił z macierzystej kongregacji w Chicago (Trinity United Church of Christ) w związku z kontrowersjami dotyczącymi lidera tej kongregacji, pastora Wrighta.
Jest kibicem Pittsburgh Steelers.
Jest osobą leworęczną.

## Kontrowersje i krytyka

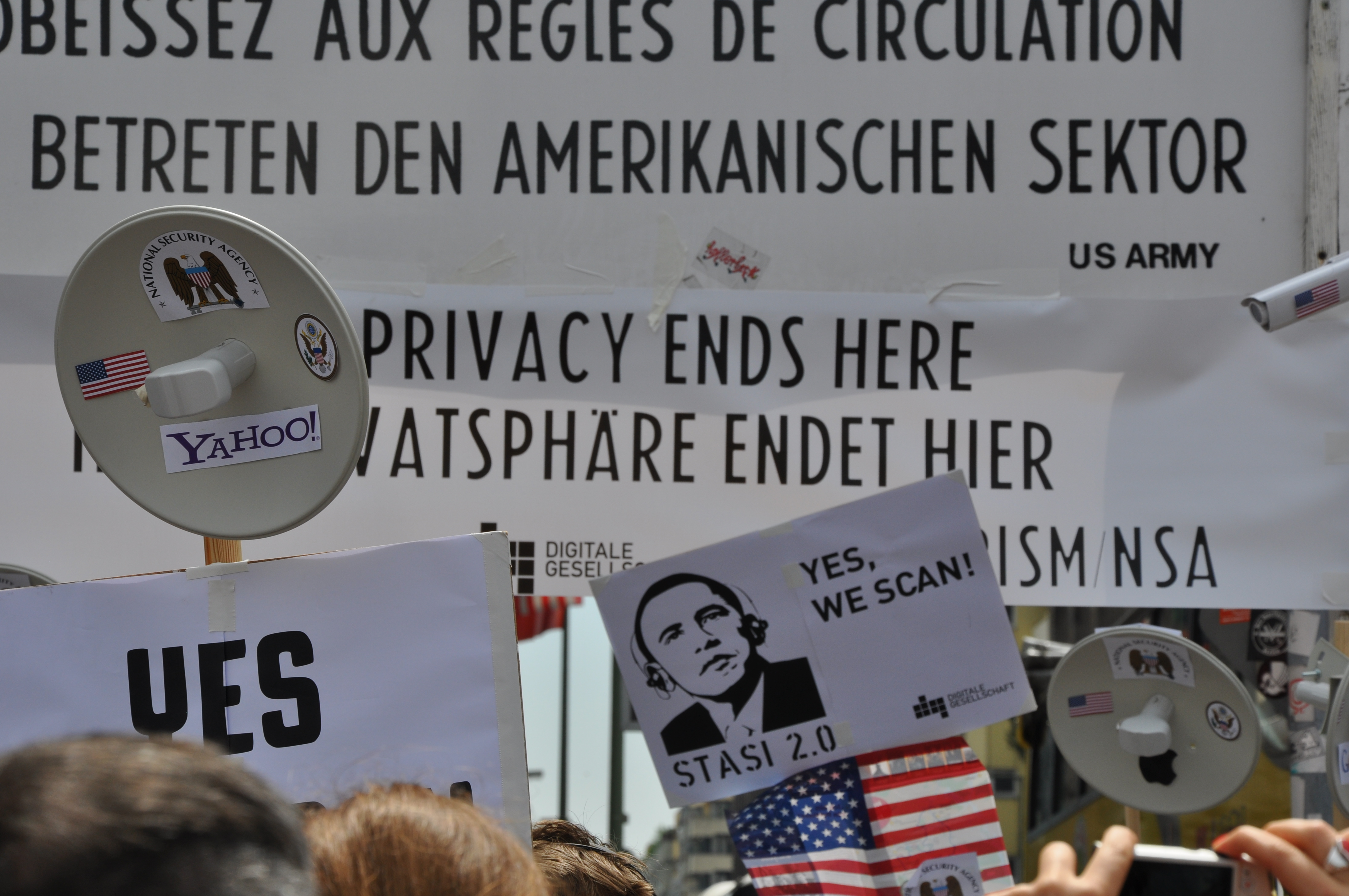
Protesty przeciwko NSA w Berlinie

W lipcu 2008 sztab Johna McCaina zarzucił Obamie, że gra kartą rasową. Była to reakcja na jego wystąpienie w Missouri, gdy powiedział, że „będą próbowali przestraszyć jego osobą”, mówiąc m.in., że „ma takie zabawne nazwisko i nie wygląda tak, jak ci wszyscy inni prezydenci na banknotach dolarowych”.
Mimo otrzymania pokojowej Nagrody Nobla nie zdecydował się jako prezydent USA na przystąpienie do Traktatu ottawskiego zakazującego stosowania min przeciwpiechotnych.

## Upamiętnienie
Imieniem Obamy zostało nazwanych dziewięć gatunków organizmów żywych, to najwięcej spośród wszystkich prezydentów USA: porost Caloplaca obamae (2007), ptak Nystalus obamai (2008), pająk Aptostichus barackobamai, ryby Teleogramma obamaorum (2011), Etheostoma obama (2012) i Tosanoides obama (2016), nitnikowiec Paragordius obamai (2012), płaziniec Baracktrema obamai (2016) oraz wymarła jaszczurka Obamadon gracilis (2012).

### Obama w kulturze
W 2016 Netflix udostępnił film wyreżyserowany przez Vikrama Gandhiego Barry opowiadający o młodzieńczych latach Obamy.

## Publikacje
Barack Obama jest autorem trzech książek:
- Dreams from My Father: A Story of Race and Inheritance (1995; polska wersja w tłumaczeniu Piotra Szymczaka pt. Odziedziczone marzenia. Spadek po moim ojcu opublikowana została w 2008 przez wydawnictwo Media Rodzina)
- The Audacity of Hope: Thoughts on Reclaiming the American Dream (2006)
- A Promised Land (2020)

## Odznaczenia
- Medal Departamentu Obrony za Wybitną Służbę Publiczną (2017)[176]